# Sainte-Foy-la-Grande
Pour les articles homonymes, voir Sainte-Foy.
Sainte-Foy-la-Grande est une commune du Sud-Ouest de la France, située dans le département de la Gironde, en région Nouvelle-Aquitaine.

## Géographie

### Localisation
Commune située dans l'unité urbaine de Bergerac, Sainte-Foy-la-Grande est une bastide fondée en 1255 sur les rives de la Dordogne. Elle est aussi appelée « Porte du Périgord ». La bastide se situe sur les bords de la rivière Dordogne qui permet de pratiquer de nombreuses activités nautiques (canoë, bateau promenade et baignade en saison estivale). Elle est le cœur du vignoble AOC sainte-foy-côtes-de-bordeaux (l'ancienne appellation sainte-foy-bordeaux). La bastide de Sainte-Foy-la-Grande est située à la confluence des départements de la Dordogne et de Lot-et-Garonne.
Sainte-Foy-la-Grande est l'une des plus petites communes de France : elle s'étend sur 51 hectares presque totalement urbanisés.

### Communes limitrophes
Du fait de sa superficie réduite, la commune n'est entourée que de deux communes limitrophes : au nord et au nord-ouest Port-Sainte-Foy-et-Ponchapt (en Dordogne), et dans les autres directions, Pineuilh.
|          | Port-Sainte-Foy-et-Ponchapt (Dordogne) |          |
| Pineuilh | Sainte-Foy-la-Grande                   | Pineuilh |
|          | Pineuilh                               |          |

Trois ponts traversent la Dordogne à ce niveau du fleuve : le pont Michel-de-Montaigne (ancien pont suspendu dont ont été conservés les piliers d'entrée), le nouveau pont suspendu (côté Pineuilh, construit en 1961) et le pont ferroviaire.

### Climat
Pour des articles plus généraux, voir Climat de la Nouvelle-Aquitaine et Climat de la Gironde.
Historiquement, la commune est exposée à un climat océanique aquitain.  
En 2020, Météo-France publie une typologie des climats de la France métropolitaine dans laquelle la commune est exposée à un climat océanique et est dans la région climatique  Aquitaine, Gascogne, caractérisée par une pluviométrie abondante au printemps, modérée en automne, un faible ensoleillement au printemps, un été chaud (19,5 °C), des vents faibles, des brouillards fréquents en automne et en hiver et des orages fréquents en été (15 à 20 jours).
Pour la période 1971-2000, la température annuelle moyenne est de 13 °C, avec une amplitude thermique annuelle de 15 °C. Le cumul annuel moyen de précipitations est de 791 mm, avec 11,5 jours de précipitations en janvier et 6,3 jours en juillet. Pour la période 1991-2020, la température moyenne annuelle observée sur la station météorologique la plus proche, située sur la commune de Port-Sainte-Foy-et-Ponchapt à 1 km à vol d'oiseau, est de 13,8 °C et le cumul annuel moyen de précipitations est de 809,4 mm,. Pour l'avenir, les paramètres climatiques de la commune estimés pour 2050 selon différents scénarios d’émission de gaz à effet de serre sont consultables sur un site dédié publié par Météo-France en novembre 2022.

### Milieux naturels et biodiversité

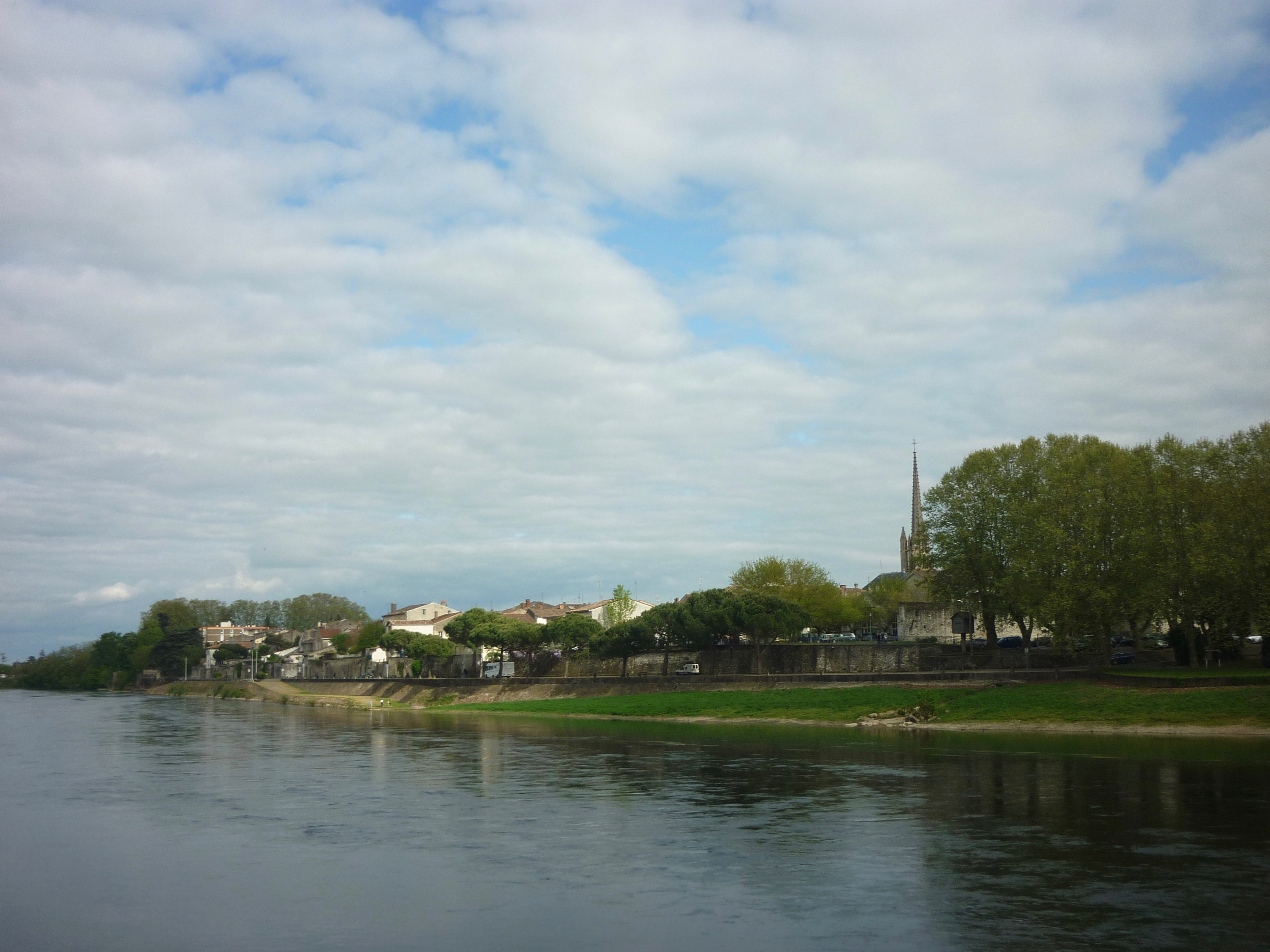
La Dordogne à Sainte-Foy-la-Grande.

#### Natura 2000
La Dordogne est un site du réseau Natura 2000 limité aux départements de la Dordogne et de la Gironde, et qui concerne les 104 communes riveraines de la Dordogne, dont Sainte-Foy-la-Grande,. Seize espèces animales et une espèce végétale inscrites à l'annexe II de la directive 92/43/CEE de l'Union européenne y ont été répertoriées.

#### ZNIEFF
Sainte-Foy-la-Grande fait partie des 102 communes concernées par la zone naturelle d'intérêt écologique, faunistique et floristique (ZNIEFF) de type II « La Dordogne »,, dans laquelle ont été répertoriées huit espèces animales déterminantes et cinquante-sept espèces végétales déterminantes, ainsi que quarante-trois autres espèces animales et trente-neuf autres espèces végétales.

## Urbanisme

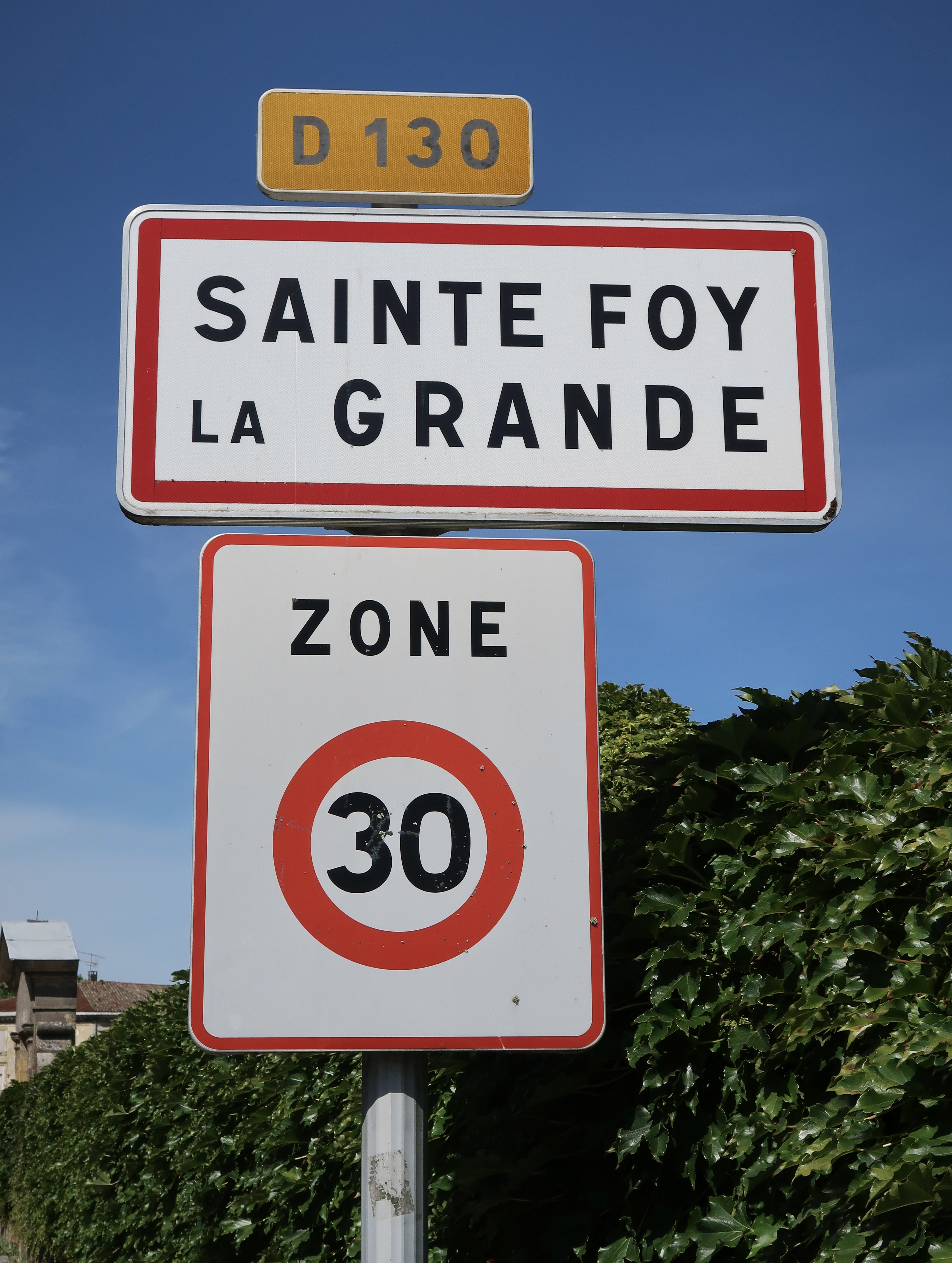
Plaque d'entrée de ville.

### Typologie
Au 1er janvier 2024, Sainte-Foy-la-Grande est catégorisée petite ville, selon la nouvelle grille communale de densité à sept niveaux définie par l'Insee en 2022.
Elle appartient à l'unité urbaine de Bergerac, une agglomération inter-départementale regroupant 22  communes, dont elle est une commune de la banlieue,,. Par ailleurs la commune fait partie de l'aire d'attraction de Pineuilh, dont elle est une commune du pôle principal,. Cette aire, qui regroupe 16 communes, est catégorisée dans les aires de moins de 50 000 habitants,.

### Occupation des sols

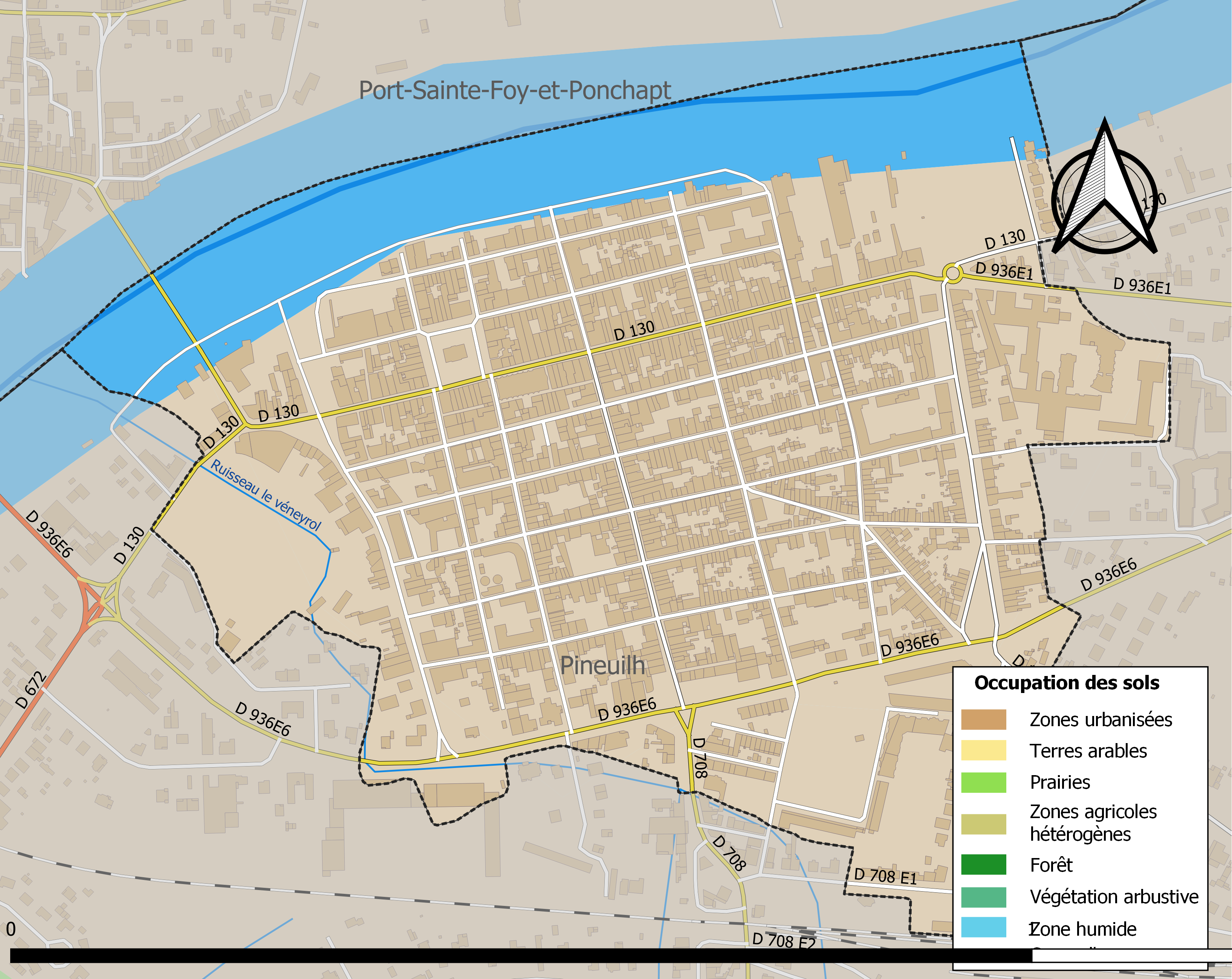
Carte des infrastructures et de l'occupation des sols de la commune en 2018 (CLC).

L'occupation des sols de la commune, telle qu'elle ressort de la base de données européenne d’occupation biophysique des sols Corine Land Cover (CLC), est marquée par l'importance des territoires artificialisés (86,8 % en 2018), une proportion identique à celle de 1990 (86,8 %). La répartition détaillée en 2018 est la suivante : 
zones urbanisées (86,8 %), eaux continentales (13,2 %). L'évolution de l’occupation des sols de la commune et de ses infrastructures peut être observée sur les différentes représentations cartographiques du territoire : la carte de Cassini (XVIIIe siècle), la carte d'état-major (1820-1866) et les cartes ou photos aériennes de l'IGN pour la période actuelle (1950 à aujourd'hui).

### Risques majeurs
Le territoire de la commune de Sainte-Foy-la-Grande est vulnérable à différents aléas naturels : météorologiques (tempête, orage, neige, grand froid, canicule ou sécheresse), inondations et séisme (sismicité très faible). Il est également exposé à un risque technologique, la rupture d'un barrage. Un site publié par le BRGM permet d'évaluer simplement et rapidement les risques d'un bien localisé soit par son adresse soit par le numéro de sa parcelle.

#### Risques naturels

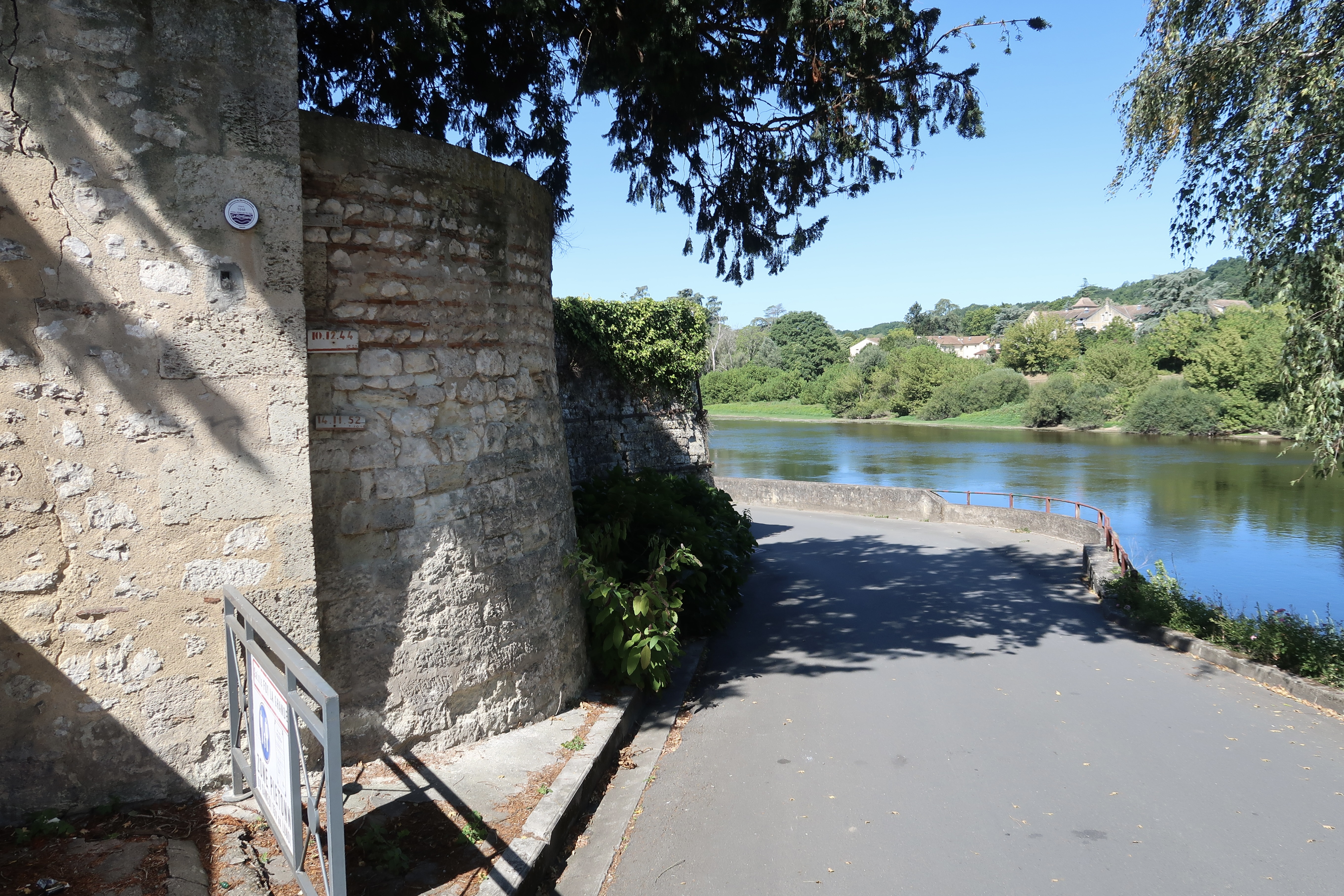
Repères de crue sur les quais.

La commune fait partie du territoire à risques importants d'inondation (TRI) de Bergerac, regroupant les 22 communes (15 en Dordogne et 7 en Gironde) concernées par un risque de débordement de la Dordogne, un des 18 TRI qui ont été arrêtés fin 2012 sur le bassin Adour-Garonne. Les événements significatifs antérieurs à 2014 sont la crue de 1843 (4 100 m3/s à Bergerac, la crue de référence historique de période de retour au moins centennale), les crues de 1912, 1944 et 1952 (période de retour de 50 ans) et les crues de 1982 et 1994 (période de retour de 20 ans). Des cartes des surfaces inondables ont été établies pour trois scénarios : fréquent (crue de temps de retour de 10 ans à 30 ans), moyen (temps de retour de 100 ans à 300 ans) et extrême (temps de retour de l'ordre de 1 000 ans, qui met en défaut tout système de protection). La commune a été reconnue en état de catastrophe naturelle au titre des dommages causés par les inondations et coulées de boue survenues en 1982, 1993, 1999 et 2009,.

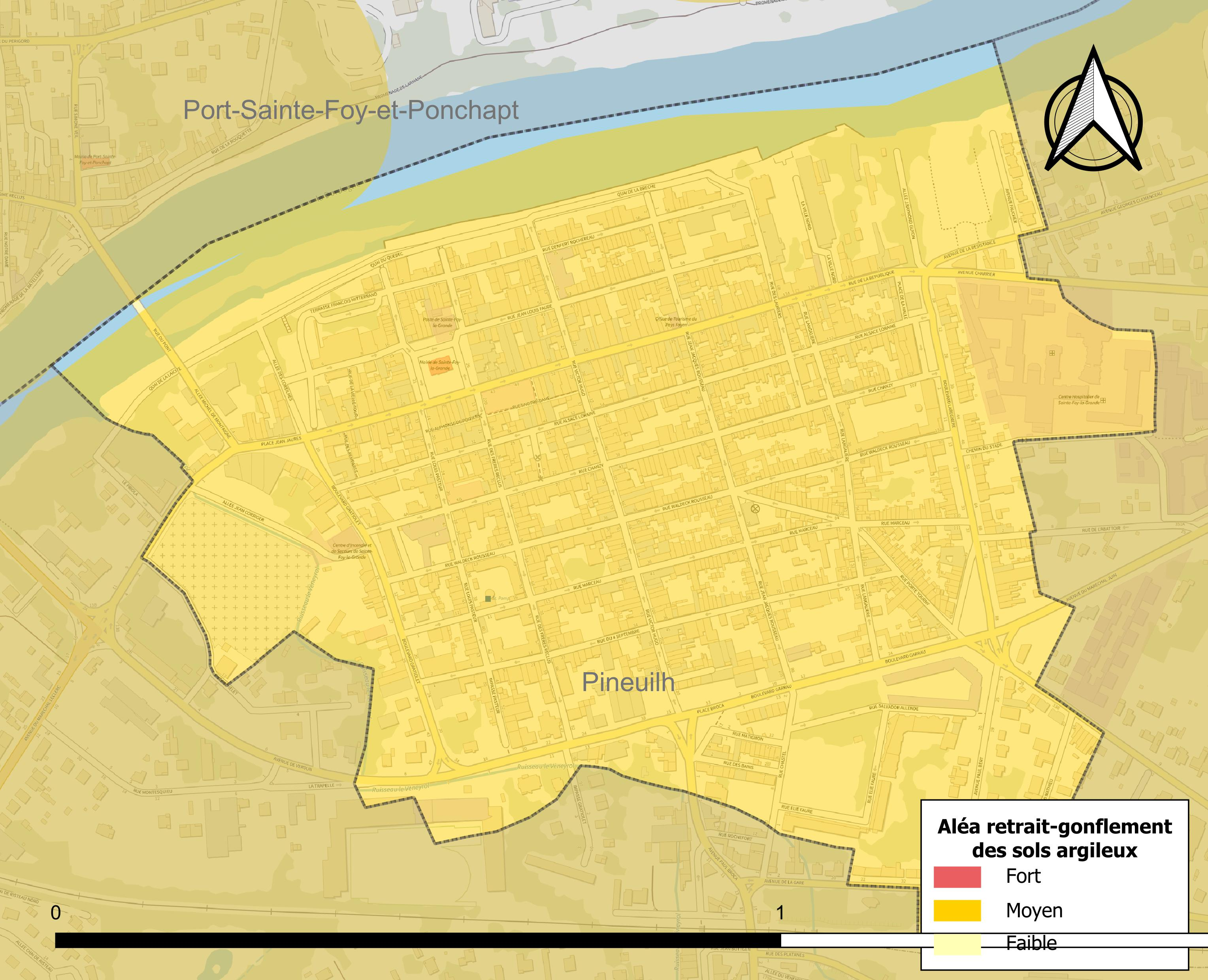
Carte des zones d'aléa retrait-gonflement des sols argileux de Sainte-Foy-la-Grande.

Le retrait-gonflement des sols argileux est susceptible d'engendrer des dommages importants aux bâtiments en cas d’alternance de périodes de sécheresse et de pluie. 97,4 % de la superficie communale est en aléa moyen ou fort (67,4 % au niveau départemental et 48,5 % au niveau national). Sur les 834 bâtiments dénombrés sur la commune en 2019, 834 sont en aléa moyen ou fort, soit 100 %, à comparer aux 84 % au niveau départemental et 54 % au niveau national. Une cartographie de l'exposition du territoire national au retrait gonflement des sols argileux est disponible sur le site du BRGM,.
Concernant les mouvements de terrains, la commune a été reconnue en état de catastrophe naturelle au titre des dommages causés par des mouvements de terrain en 1999.

#### Risques technologiques
La commune est en outre située en aval du  barrage de Bort-les-Orgues, un ouvrage sur la Dordogne de classe A soumis à PPI, disposant d'une retenue de 477 millions de mètres cubes. À ce titre elle est susceptible d’être touchée par l’onde de submersion consécutive à la rupture de cet ouvrage.

## Toponymie
Le nom de la commune se réfère à sainte Foy d'Agen. L'église porte ainsi son nom.
La ville est fondée en 1255 sous le nom de Sainte-Foy puis est désignée à partir de 1383 sous celui de Sainte-Foy-la-Grande, certainement pour la distinguer des autres cités du même nom. Le nom de Sainte-Foy-en-Agenais a aussi été utilisé jusqu'à la Révolution.
En occitan, la ville se nomme Senta Fe la Granda.

## Histoire

### Du Moyen Âge à la Révolution
Le Sud-Ouest compte environ 350 bastides, érigées à partir du XIIIe siècle. Il s'agit de villes neuves dont le plan architectural orthonormé est ordonné autour d'une vaste place centrale.

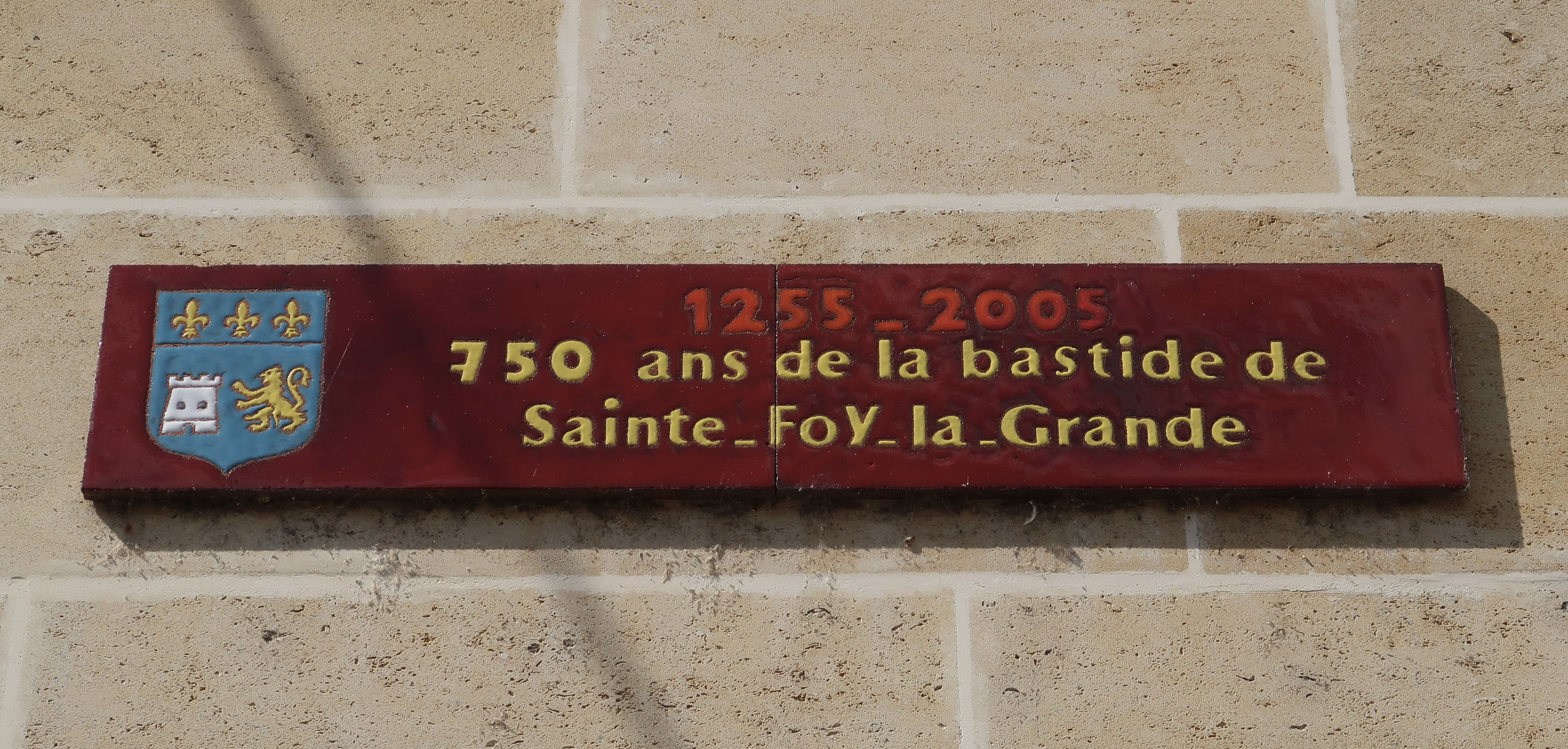
Plaque commémorant les 750 ans de la bastide, sur la façade de la mairie.

La bastide de Sainte-Foy-la-Grande (qui s'appelle à l'origine Sainte-Foy-en-Agenais) est fondée en 1255 sur un territoire presque vierge situé sur les bords de la Dordogne, par Alphonse de Poitiers, frère de Saint Louis. L'année suivante, il accorde une charte de coutumes aux habitants. Bernard de Saint Astier cède à Alphonse de Poitiers par acte de paréage signé à Gaillac, le 14 juillet 1255, la terre limitée par les ruisseaux la Rance à l'est et le Vinairols à l'ouest. En 1326, Alfonse d’Espagne, seigneur de Lunel et lieutenant du roi, accorde aux consuls de la ville le droit de la fortifier (ce qui ne signifie pas qu'elle ne l'était pas déjà auparavant). Sa position stratégique de ville frontalière avec les possessions anglaises a fait de Sainte-Foy une place forte importante. Elle est un temps conquise par les Anglais au XVe siècle durant la guerre de Cent Ans puis devint un bastion protestant au XVIe siècle.
Son emplacement près de la Dordogne, carrefour entre les terres agricoles, Bordeaux et Bergerac, lui confère également un rôle économique, puisque les fleuves ont longtemps été grâce aux gabares le moyen le plus rapide et le plus sûr de faire circuler des marchandises. À la descente, la production viticole de la région est transportée vers Bordeaux et, à la remonte, grâce aux chemins de halage, diverses denrées et des matériaux de construction. Sainte-Foy possède trois « ports », le quai de La Brèche à l'est, le quai de Coreilhe à l'ouest et Port-Sainte-Foy sur l'autre rive. Cette tradition de la batellerie décline avec l'apparition du chemin de fer et disparaît dans la première moitié du XXe siècle. Lui succèdent les bateaux-sabliers au milieu du siècle puis le tourisme fluvial depuis la fin du siècle, représenté notamment par le Maison du Fleuve et du Vin à Port-Sainte-Foy.
Construite dès le XIIIe siècle, l'église Notre-Dame est détruite en 1561 par les Huguenots, peu avant les guerres de Religion, lors desquelles la majorité de la population est désormais protestante. Un temple est même inauguré en 1587. Cependant, la défaite des troupes protestantes face aux armées royales sous Louis XIII et les conversions forcées opérées sous Louis XIV retournent la situation : le temple est détruit en 1683 et une nouvelle église, construite au même emplacement que l'ancienne est achevée en 1686.
De nombreux bâtiments de la bastide datent de l'époque médiévale, comme une des maisons de la rue Alsace-Lorraine, étudiée par le musée du Pays foyen. Datant des XIIIe et XIVe siècles, l'édifice en pierre élevé sur trois niveaux a eu dans le passé des fonctions religieuses et militaires ; au XXe siècle, il sert de commerce, puis de garage. Des inscriptions sur les poutres, graffitis datant de la Révolution, traces de tapisserie et dessins de saints sur les murs sont encore visibles.
La période du « Désert » protestant coïncide avec une période de prospérité économique dopée par les échanges commerciaux avec les pays du Refuge (de nombreux Foyens d'ascendance protestante ont des parents dans ces pays qui commercent volontiers avec leur région d'origine) et les colonies atlantiques, Sainte-Foy étant un des ports importants de l'arrière-pays qui fait la richesse de Bordeaux. Cette richesse se retrouve dans le bâti : l'hôtel de ville est construit sur la place centrale et de nombreux hôtels particuliers sont édifiés par les grandes familles de la ville (une quinzaine visibles encore aujourd'hui). La ville tire alors sa richesse de son vin (notamment son liquoreux apprécié des Hollandais et des Scandinaves), de la production de grisette (une toile de chanvre), de faïence (faïencerie Brian) et d'autres produits (bois, farine, eaux-de-vie...) venant des coteaux alentours et de la haute vallée de la Dordogne. Sainte-Foy est alors la capitale de la « Terre de nouvelle conquête », qui s'étend sur un vaste territoire aux confins du Bordelais, du Périgord, de l'Agenais et du Bazadais (cet éloignement des grandes villes épiscopales de ces provinces explique d'ailleurs le maintien du protestantisme et la construction d'une identité propre).
Au cours de la période de la Convention nationale (1792-1795), la commune a adopté le nom révolutionnaire de Bonne-Foy. Devenu député, le Foyen Pierre-Anselme Garrau s'oppose à la volonté du maire, qui souhaite transformer l'église en magasin à fourrage, y maintenant la tenue de cultes catholiques et protestants malgré la politique de la Terreur.

### DuXIXesiècleà la moitié duXXesiècle
En 1825, le pasteur de Sainte-Foy obtient du rectorat de Bordeaux la création d'un collège secondaire protestant doté d'un internat. C'est alors le seul du Sud-Ouest. Il s'installe dans l'ancien couvent des Filles de la Foi. Jacques Reclus y enseigne les langues anciennes. Parmi les élèves, on compte les enfants de Frédéric Monod, les pasteurs John Bost et Edmond de Pressensé, le médecin Paul Broca, les frères Reclus, le chirurgien Jean-Louis Faure, l'historien Élie Faure ou encore le banquier Alfred André, lequel a laissé une description de la vie au collège, racontant par exemple les séances de natation dans la Dordogne,.
L'église Notre-Dame est agrandie en 1850, la première pierre étant posée par Pierre-Henri Gérault de Langalerie, ancien curé de la ville, devenu archevêque. Elle devient l'épicentre des tensions entre catholiques et républicains sous la Troisième République, notamment lors de la querelle des inventaires en 1906, lors de laquelle l'opération doit être effectuée de nuit, après que de nombreux fidèles se sont barricadés dans l'église.
Le Second Empire, nouvel âge d'or pour la ville, voit un formidable élan bâtisseur : les quais actuels sont construits, de nombreux immeubles datent de cette époque (spectaculaires pour certains, à l'exemple de l'hôtel particulier sis au 86 rue de la République), l'hôtel de ville est reconstruit sur son emplacement d'origine (par l'architecte départemental Labbé), l'église est donc agrandie et surélevée dans le goût néogothique, le « grand temple » est rénové dans un style néo-médiéval discret, les évangéliques libres construisent leur « chapelle » sur le boulevard Gratiolet. L'année 1870 est, de fait, le point d'orgue de cette richesse retrouvée avec l'inauguration ou la fin des travaux de l'hôtel de ville, du clocher et des temples réformé et libriste.
La gare de Sainte-Foy-la-Grande est mise en service en 1875, date de l'arrivée de la ligne de chemin de fer en ville. Elle participe de son essor économique, qui se manifeste jusqu'au début des années 1910 par une vague d'environ 300 nouvelles constructions autour de la mairie, dans les rues commerçantes et près de la Dordogne. Ces demeures remplacent souvent des maisons à colombages remontant aux années 1500. Surnommé le « Petit Nice », le nouveau quartier de la gare situé au sud de la bastide, édifié autour de l'avenue éponyme (de nos jours l'avenue Paul-Bert), s'urbanise : bordée de palmiers, cette voie accueille des villas bourgeoises rappelant celles des stations balnéaires, la salle Linard (spectacles) et le café de l'Orient. Les palmiers gèlent lors de l'hiver 1956 et disparaissent. C'est dans cette rue qu'est construit, en 1911, le « petit temple », lieu de culte de l'Église réformée évangélique (née d'une scission dans l'Église réformée officielle après la loi de Séparation de 1905), il est le troisième lieu de culte protestant de la ville.
Plus à l'ouest est aménagée la place Broca, où une statue du célèbre médecin Paul Broca, né à Sainte-Foy, est inaugurée en 1888. Œuvre du sculpteur Choppin, second exemplaire de la statue installée à Paris place Broca un an plus tôt, elle est fondue en 1942 sous le régime de Vichy. En 1972, les descendants de Broca offrent un buste à la municipalité qui le place dans l'hôtel de ville. Au no 3, la place accueille le café Proca, qui a du changer son nom après un procès intenté par la famille du médecin ; initialement orné de fenêtres de type mauresque, son bâtiment abrite de nos jours une agence d'assurances. 5 avenue Paul-Broca est édifié en 1906 le casino Rey, dont le bâtiment existe encore de nos jours ; en face sont érigées des bains-douches. Le boulevard Charles-Garrau accueille pour sa part des maisons simples, qui se distinguent des demeures cossues de l'avenue Paul-Bert.

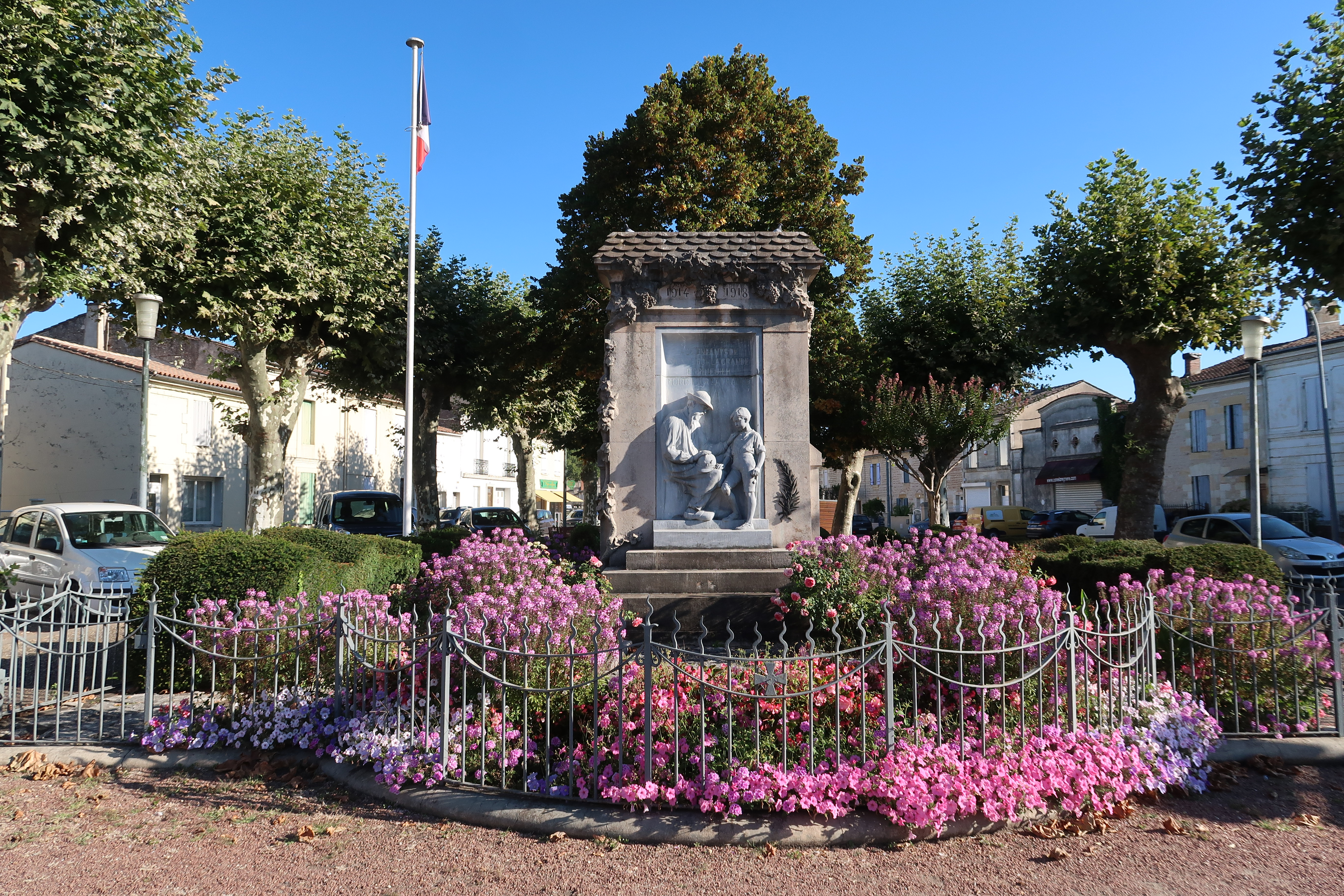
Monument aux morts de la Première Guerre mondiale, commun avec Pineuilh, place Aristide-Briand.

En 1910, une caserne des pompiers est érigée pour protéger les habitants des feux de moulins, feux de fougères et feux de bétails, souvent provoqués par les indigents[réf. nécessaire]. Elle a depuis été reconstruite.
En 1919, le maire Ernest Flageol annonce l'édification future d’un monument aux morts de la Première Guerre mondiale, désirant qu'il soit commun avec Pineuilh. Le projet traîne cependant en longueur ; initialement confié au sculpteur Marcel Bouraine, il échoit finalement à Jean Camus. Au sein du monument est incrustée une sculpture figurant, selon le contrat établi à l'époque, le « seuil d’un foyer dont le fils est parti là-bas pour toujours… Sur le seuil restent l’aïeul et le petit ; un casque troué sur le genou, l’aïeul lègue à l’orphelin le culte du passé héroïque que, plus tard à son tour l’enfant transmettra ». Au dos sont gravés 86 noms de Foyens (dont une femme) et 52 habitants de Pineuilh. Il est inauguré en 1924, face à l'école élémentaire (sur l'actuelle place Aristide-Briand) afin, selon le projet initial de perpétuer « de façon durable aux yeux et au cœur des générations futures le souvenir de cette période de trouble mondial et de sacrifice si noblement acceptés par leurs aînés ».
Au XXe siècle, certains Foyens édifient des maisons à l'extérieur de la bastide (certains ont leur « villa » comme les Russes ont leurs datchas), d'abord pour y passer les fins de semaines, près de jardins où des riverains modestes cultivaient des légumes, puis pour s'y installer à l'année dans des bâtiments neufs et confortables. Plusieurs mouvements de construction se succèdent, avant la Grande Guerre, dans l'entre-deux-guerres et à partir des années 1950. Le développement de l'automobile contribue aussi grandement à modifier la circulation des habitants, les modes de vie et les connaissances intercommunautaires.

Photographies anciennes de Sainte-Foy-la-Grande
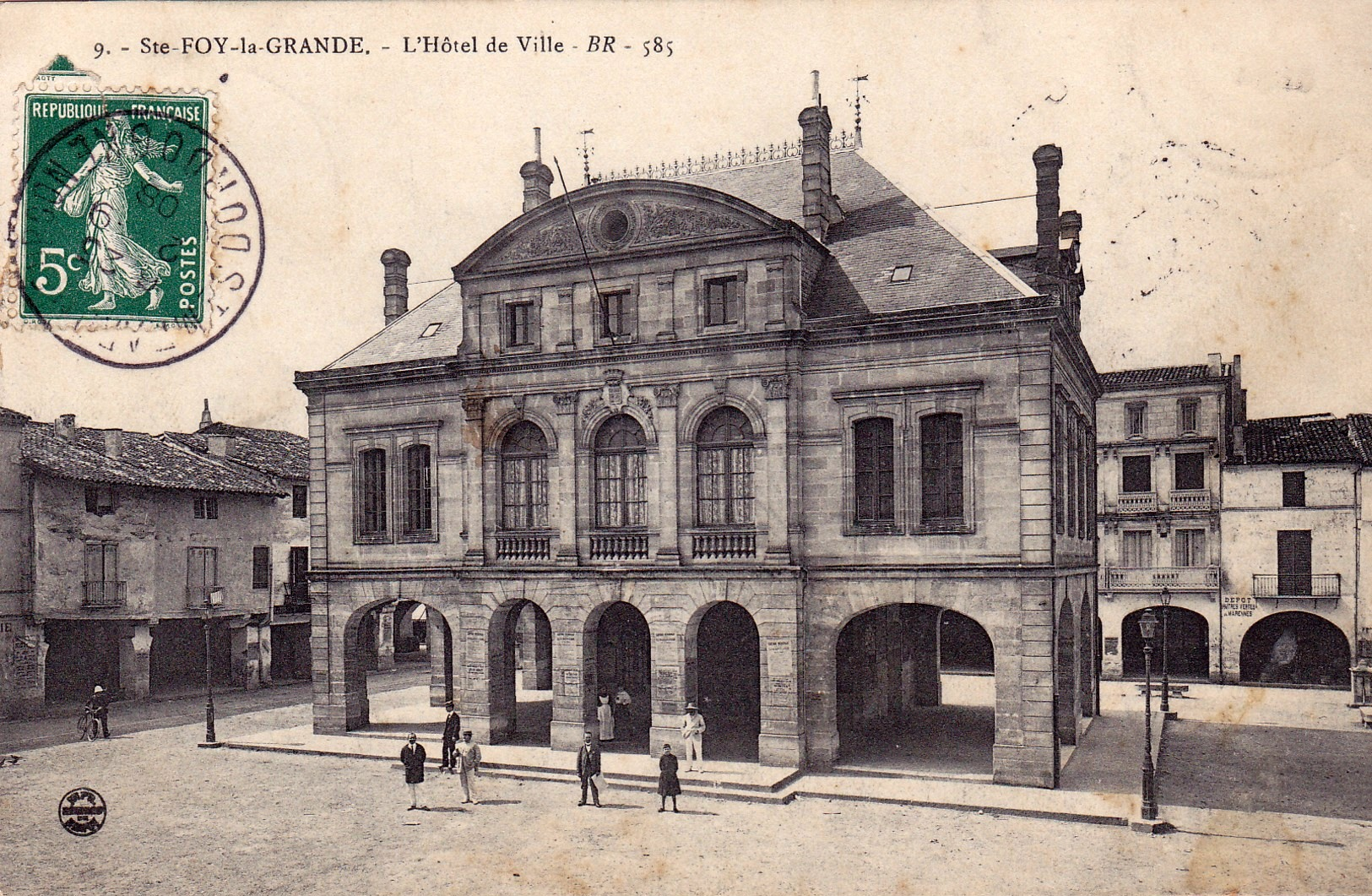
Mairie.
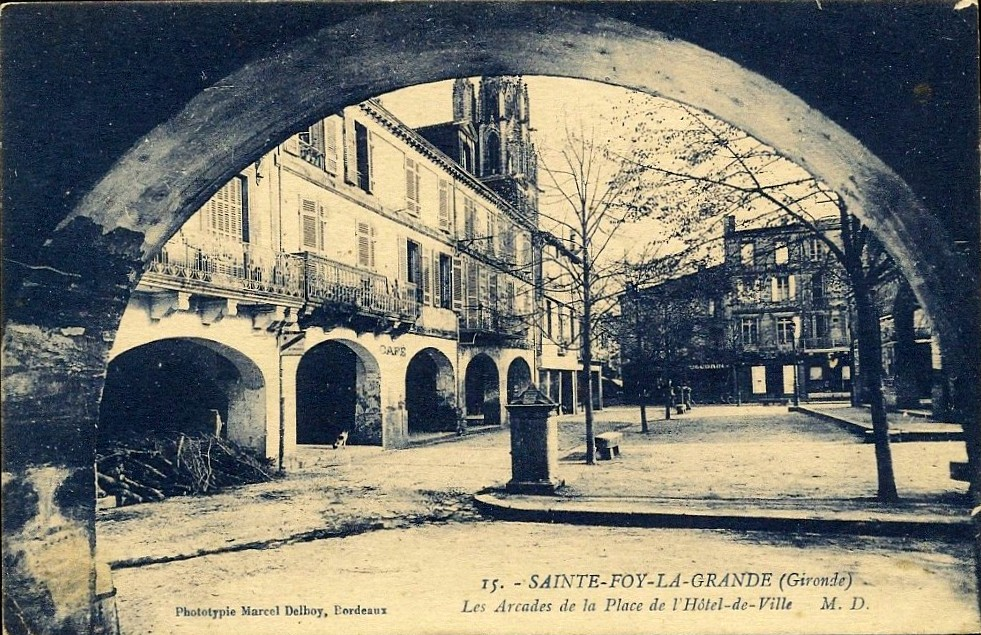
Arcades.
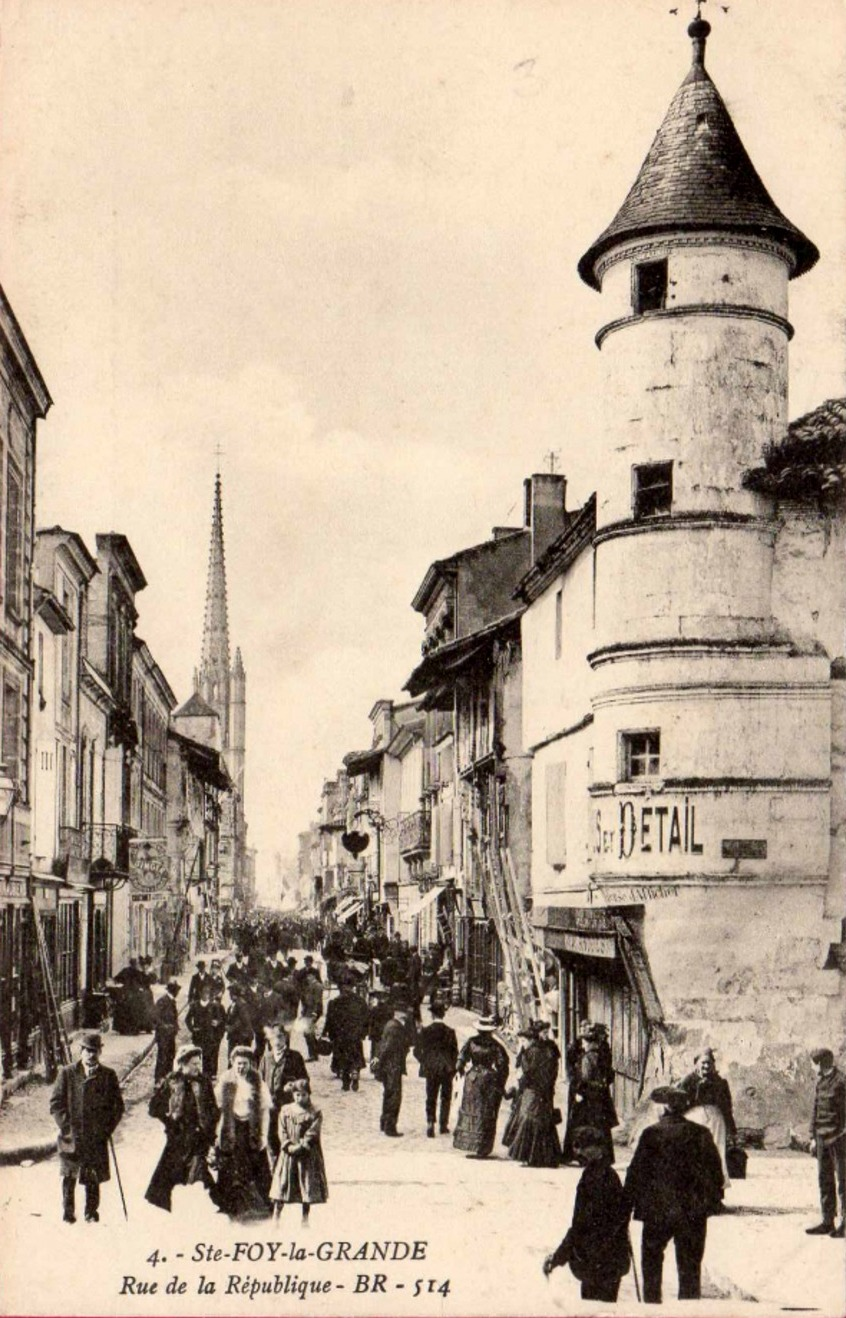
Rue de la République.
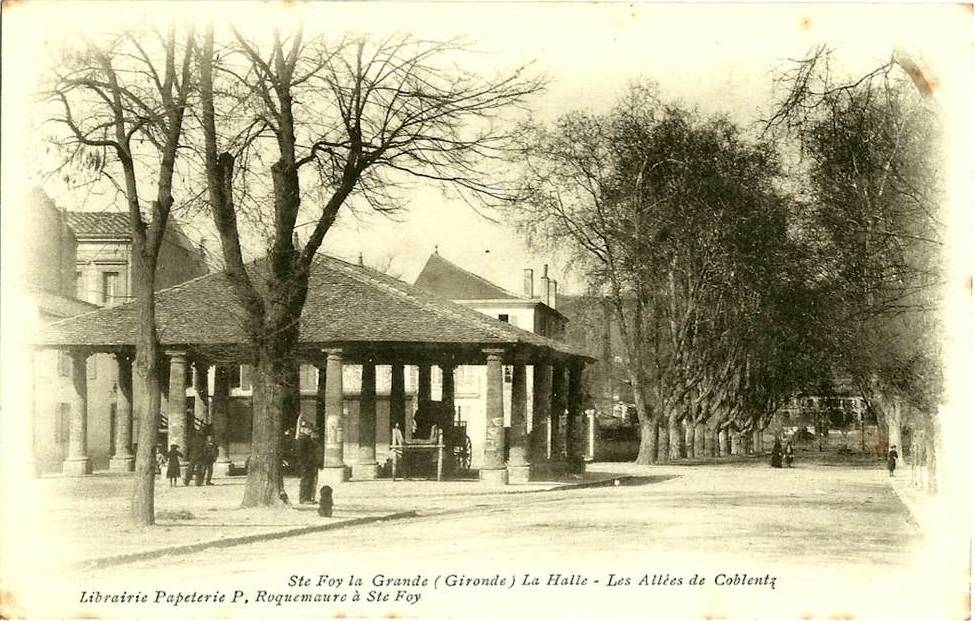
Halles et allées de Coblentz.
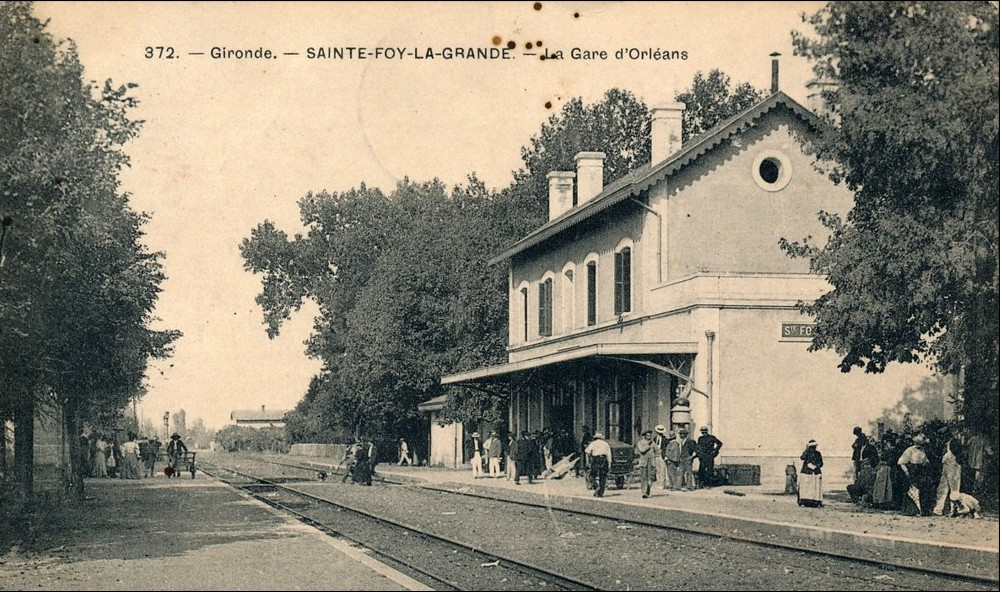
Gare.
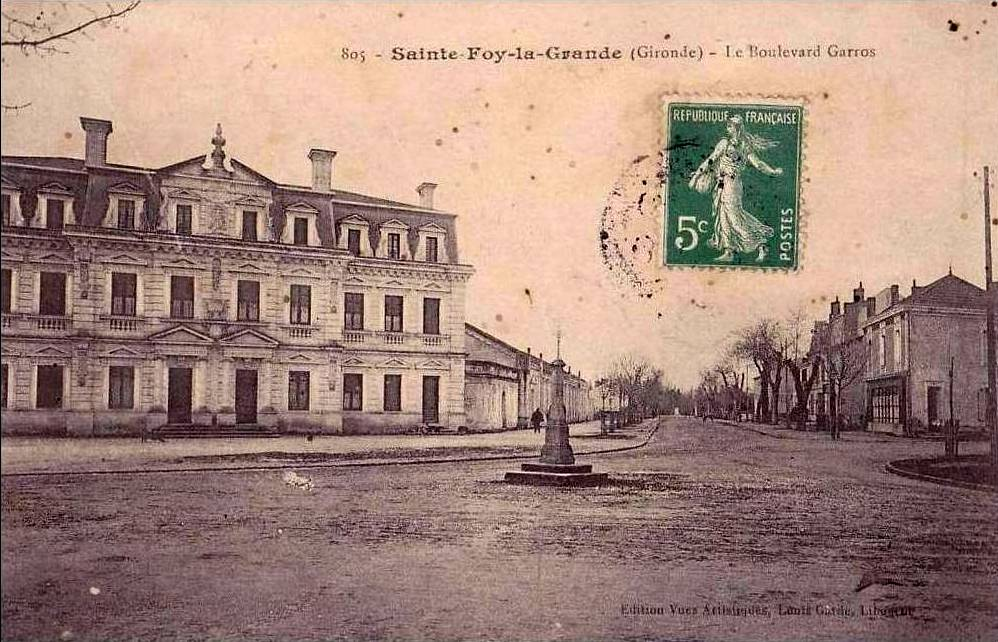
Boulevard Garros et école communale (à gauche).
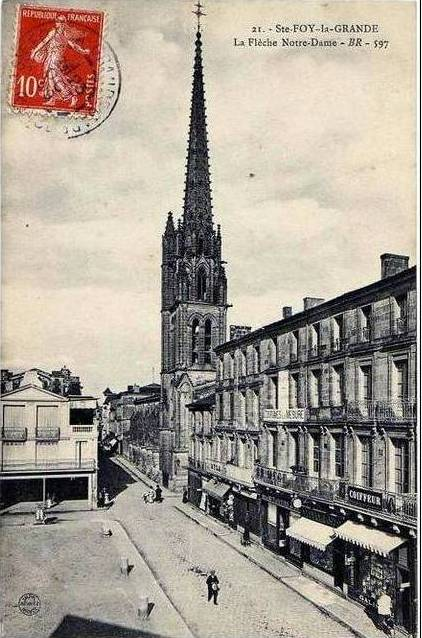
Église.
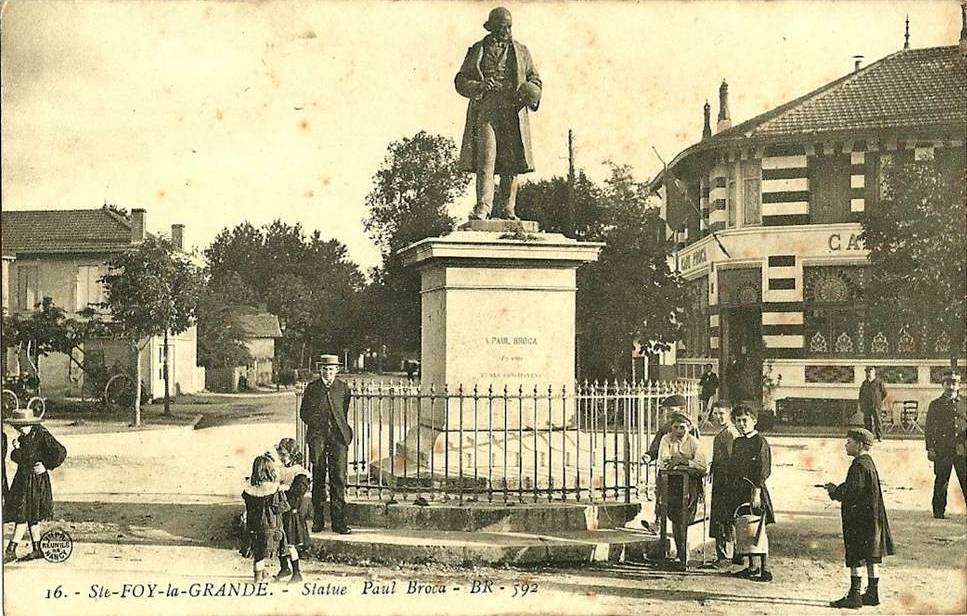
Monument à Paul Broca.
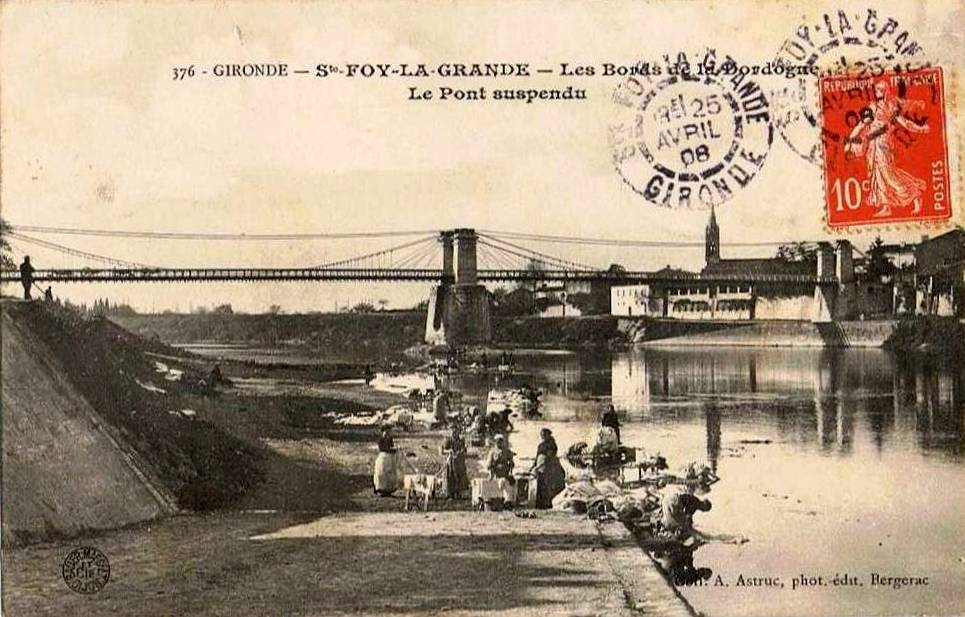
Bords de la Dordogne et pont suspendu.
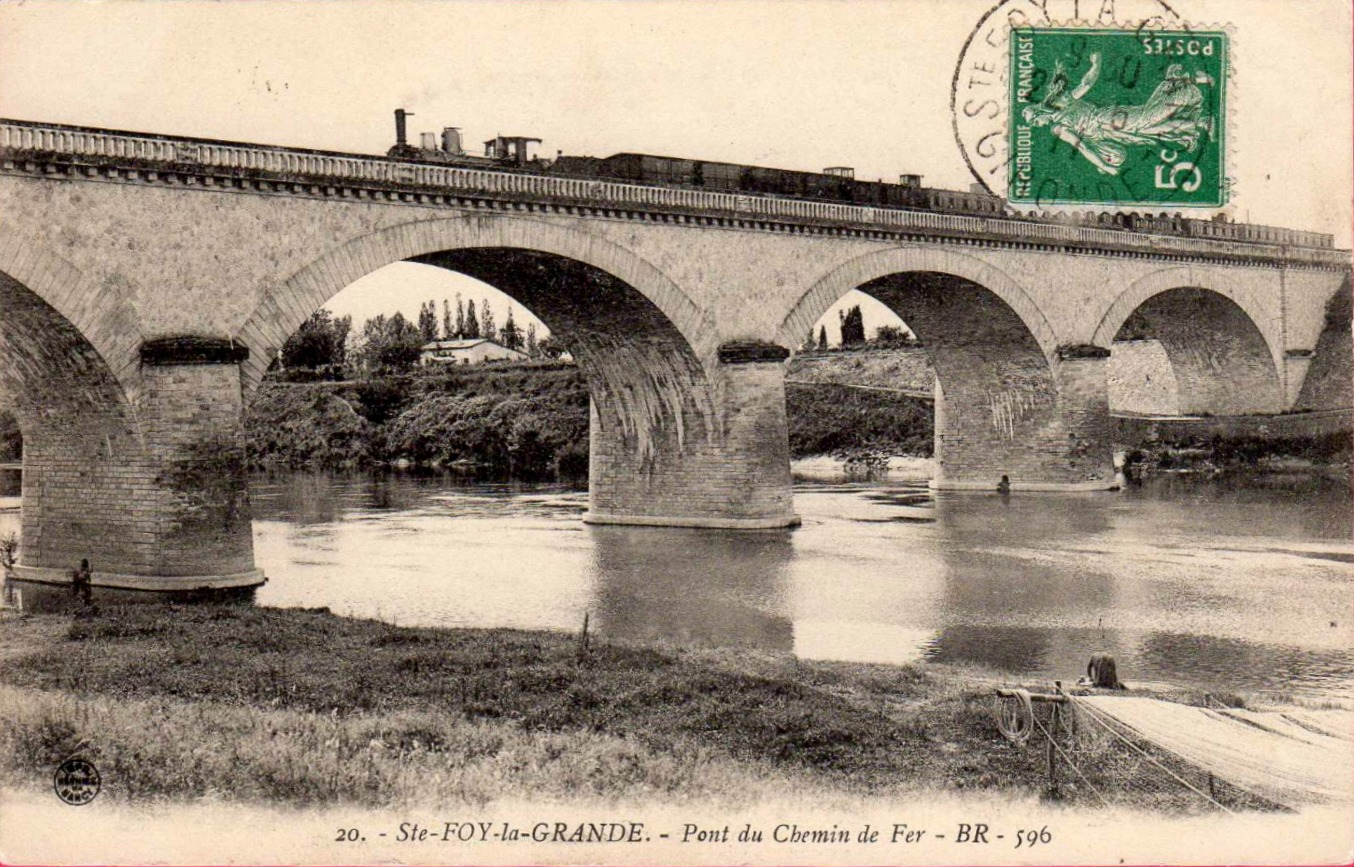
Pont du chemin de fer.

### Depuis la Seconde Guerre mondiale
Au début de la Seconde Guerre mondiale, en septembre 1939, des familles alsaciennes et lorraines sont évacuées et installées dans la région de Sainte-Foy-la-Grande, notamment dans les hôtels de la ville.
Le 23 juin 1940, au lendemain de l'armistice, le pont suspendu menant à Port-Sainte-Foy est détruit (l'actuel pont Michel-de-Montaigne, reconstruit par la suite). Un pont sur pilotis est alors édifié en amont, finalement emporté par une crue le 13 décembre de la même année. Sur les quais, une plaque apposée sur un vestige rappelle cet évènement, au niveau du croisement avec la rue Victor-Hugo.
Une famille juive réside à Sainte-Foy à cette époque, les Bouaknim, depuis 1925 ; ils tiennent un magasin de vêtements sur la place de la mairie. Parmi les réfugiés figurent aussi des Juifs, dont certains des enfants sont scolarisés dans le collège de garçons de la commune, doté d'un internat. Son directeur, Émile Herpe, par ailleurs résistant, informe fin 1943 les familles concernées que la municipalité a transmis aux autorités le nom des Juifs présents à Sainte-Foy. La moitié arrive à quitter la ville. En mars 1944, on compte encore une dizaine de jeunes Juifs qui étudient dans l'établissement, sous de faux noms. Le 4 août de la même année, six Juifs de Sainte-Foy sont arrêtés par des Français portant un uniforme allemand, puis assassinés le lendemain au Fleix, dans le bois de Souléiou.
Un comité foyen de la Croix-Rouge est fondé en juin 1939. Dans le canton, il vient en aide aux démunis, aux prisonniers de guerre, à des envoyés du STO et à certains Juifs. Après une période d'inactivité en 1939-1940, le Stade Foyen ne voit son terrain de sport de Mourennes réhabilité, ayant été occupé par l'armée, qu'en 1941. Les matchs reprennent, organisés au bénéfice des prisonniers ou du Secours national de Sainte-Foy. Un membre du comité du Stade Foyen dirige la Milice quand quatre autres s'engagent dans la Résistance. Fondée en 1938, la chorale l'Avenir monte pendant la guerre des concerts au profit des prisonniers. Parmi les autres associations locales de l'époque existent aussi l'Œuvre du Colis aux Prisonniers, le Comité d'assistance aux Prisonniers de Guerre ou encore La Goutte de lait. Elles sont beaucoup soutenues par la mairie dans leurs actions.
Les organisations vichystes du Secours national et de la Légion des combattants possèdent des sections à Sainte-Foy-la-Grande. Elles s'investissent surtout dans l'envoi de colis aux prisonniers, des soupes populaires ou des goûters. Le service d'ordre de la Légion (SOL) devient la Milice en janvier 1943, qui compte 29 membres, masculins comme féminins, dans la commune et aux alentours. Les Joyeux Cadets Foyens (JCF) sont créées en mai 1942. Une partie de ses adhérents adhèrent aussi aux Croix-de-Feu ou à la Milice. La JCF organise plusieurs évènements (fête pour les prisonniers, messes, distribution de nourriture aux pauvres, activités sportives, culturelles et musicales). À la Libération, certains de ses membres collaborateurs prennent la fuite ou sont arrêtés.
Des résistants FTP foyens distribuent des tracts en septembre 1941 ; plusieurs habitants sont internés en représailles au camp de Saint-Paul-d'Eyjeaux, en Haute-Vienne. Après avoir été réhabilité, le pont suspendu est une nouvelle fois détruit en juin 1944. Six résistants maquisards sont tués lors des combats de la Libération, le 16 août 1944. Des plaques commémoratives rendent hommage à certains à travers la ville (André Lavaud, Ginette Marois, etc.). Les Allemands quittent Sainte-Foy-la-Grande les 17-18 août.

Monuments en lien avec la Seconde Guerre mondiale
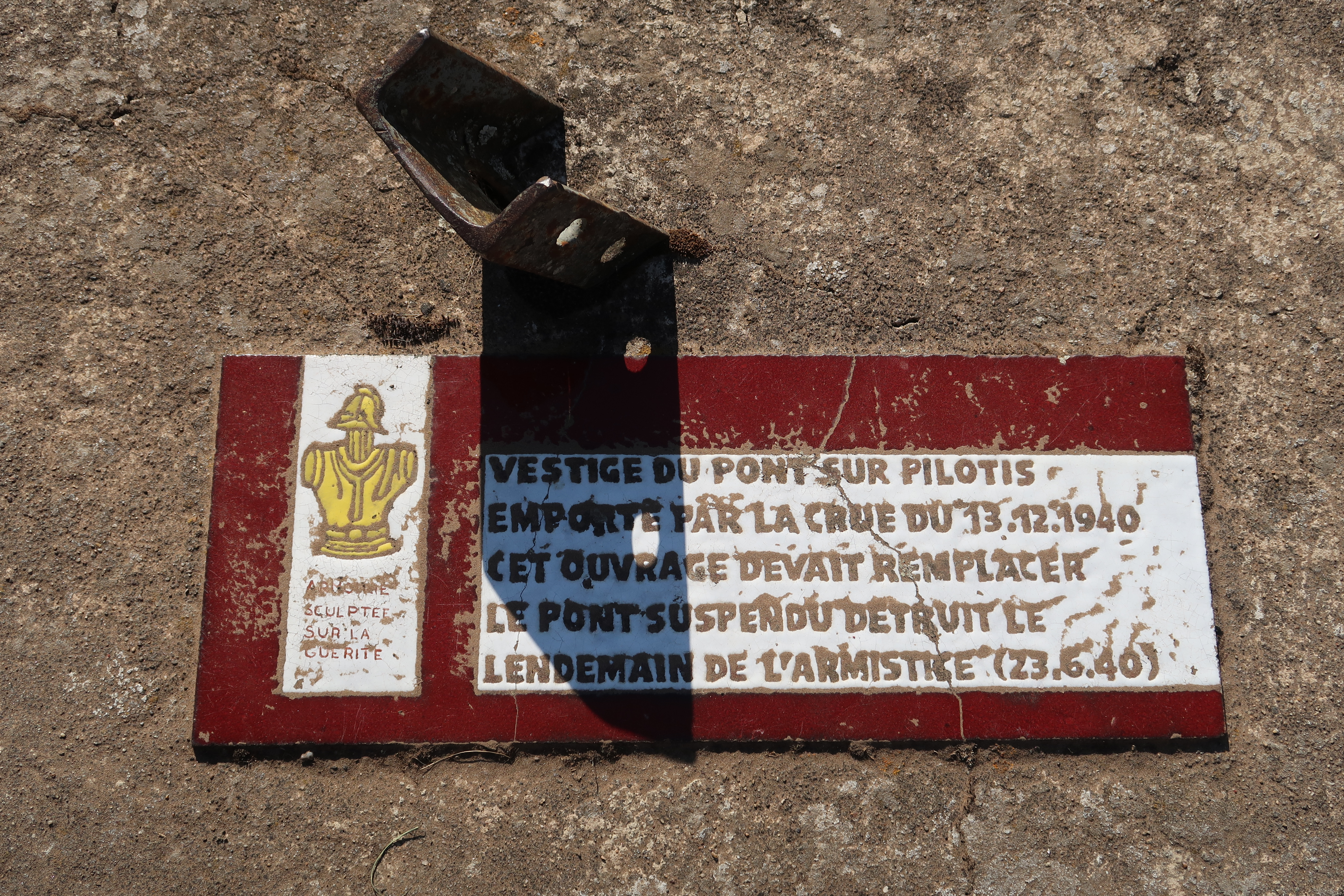
Plaque sur les quais au sujet du pont détruit en 1940.
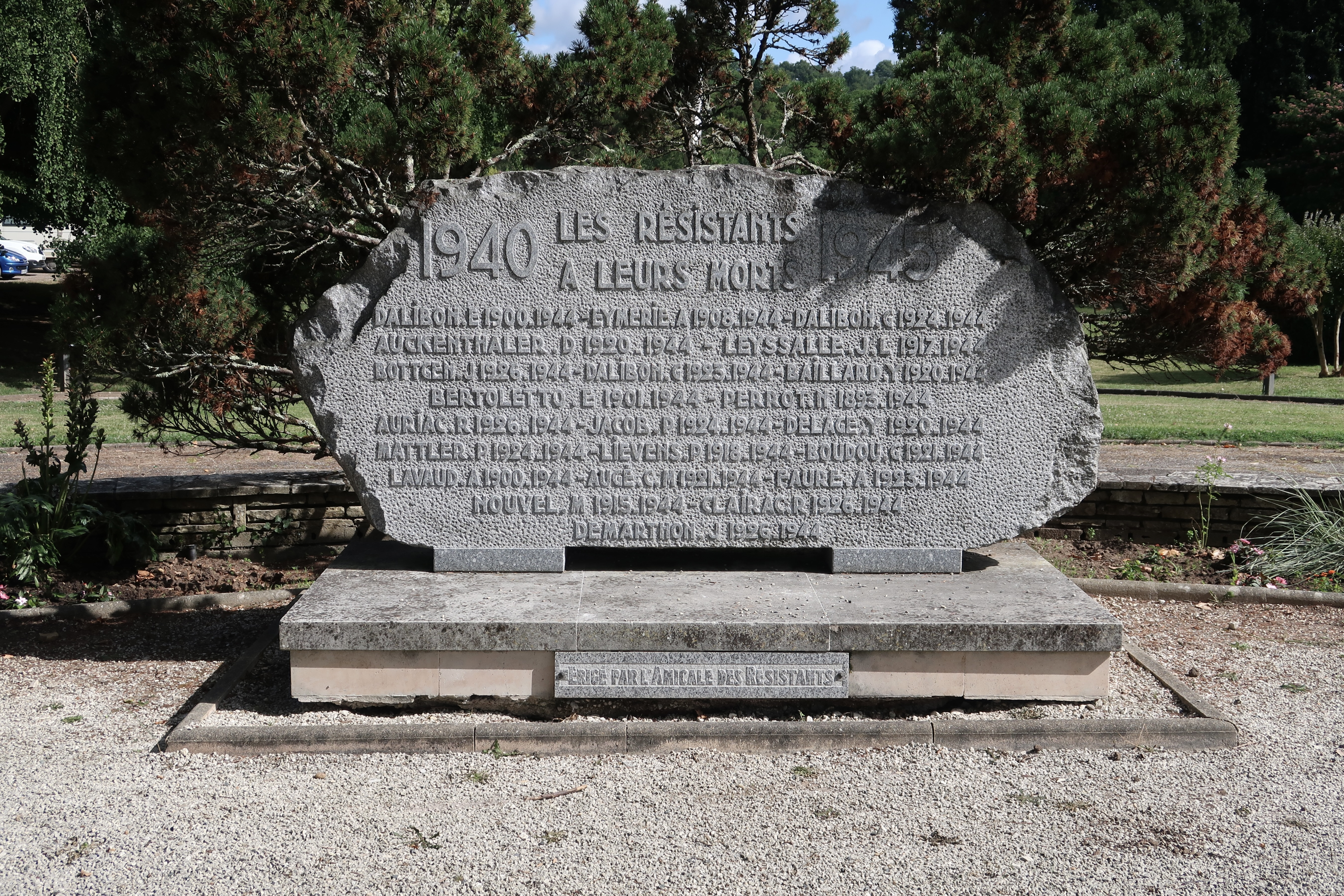
Monument dans le jardin public.
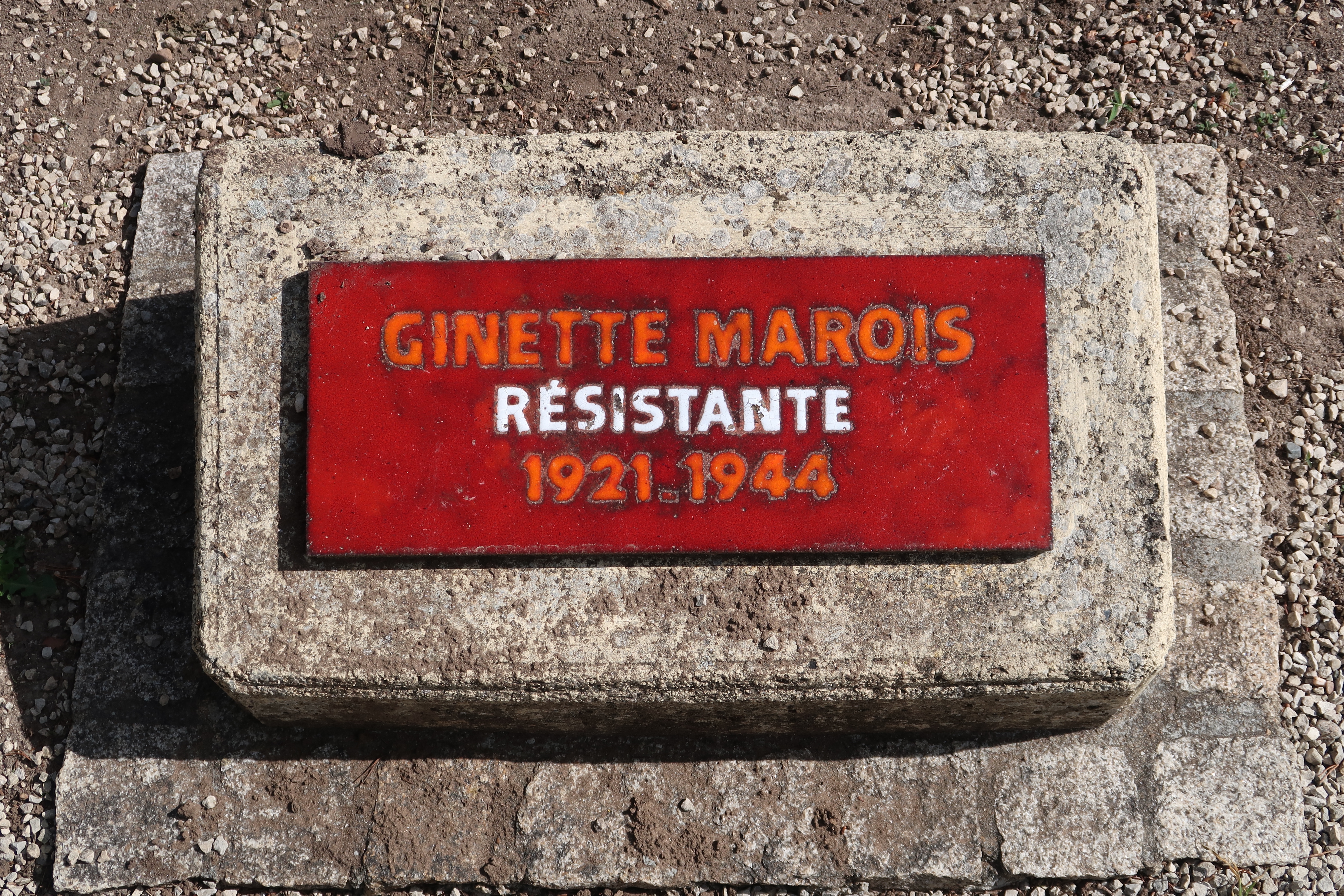
Plaque en hommage à la résistante Ginette Marois.
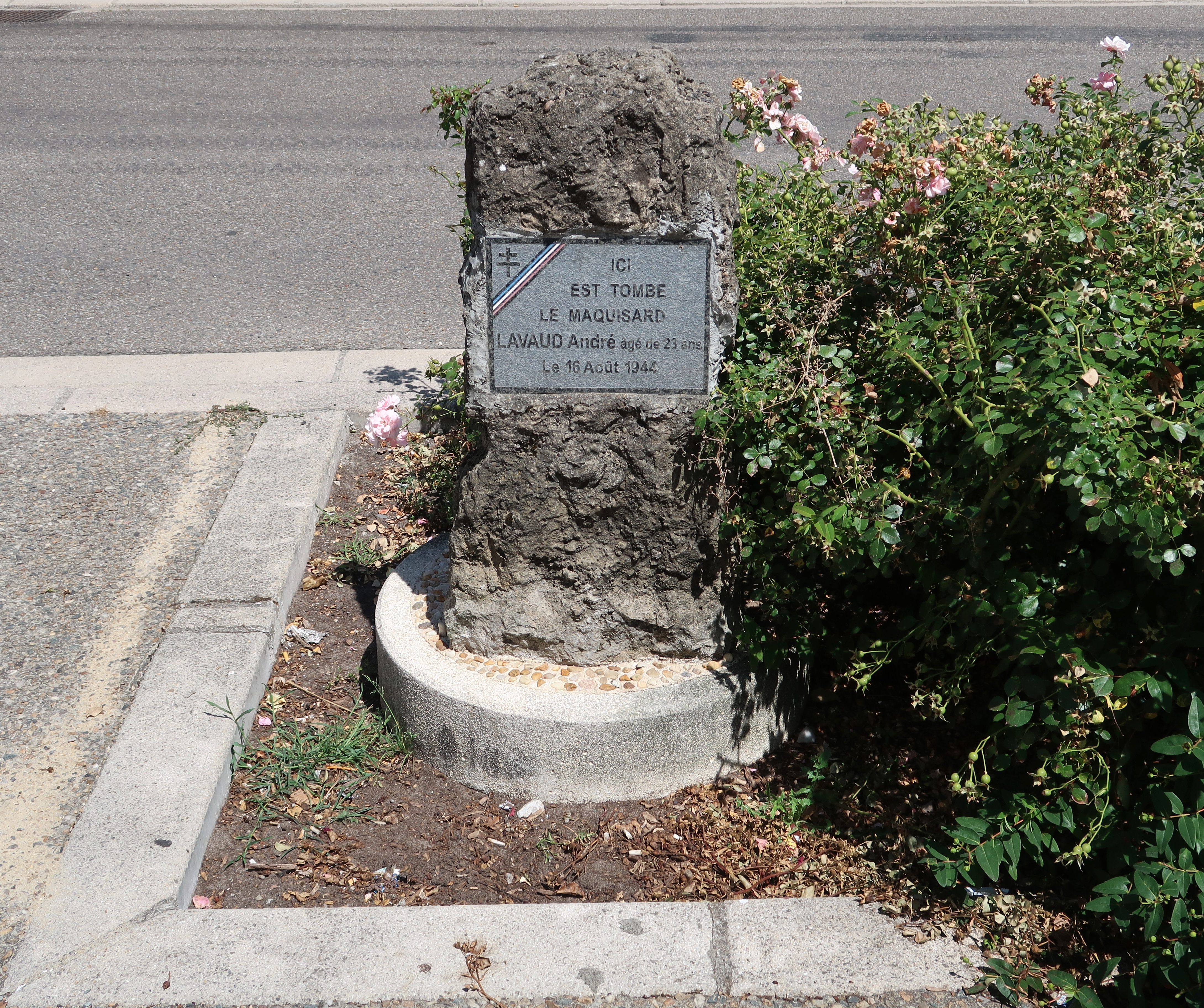
Monument boulevard Laregnère en hommage au maquisard André Lavaud, tué en 1944.

Concernant le second conflit mondial, la revue de la société d'histoire de Sainte-Foy diffuse en 2010-2011 une publication intitulée « Les Juifs à Sainte-Foy-la-Grande (1939-1945) », comprenant 31 témoignages sur cette époque,.
En 1948 est créée sous l'impulsion de Jean Corriger la Société historique du Cercle des Amis de Sainte-Foy. Le cercle publie des fascicules sur l'histoire du pays foyen et organise des conférences. Les statuts associatifs sont déposés en 1966 et le cercle devient Les Amis de Sainte-Foy et sa région. L'association est rattachée à la Fédération historique du Sud-ouest. Deux fois par an, elle publie des Cahiers sur l'histoire de la bastide et de ses environs (culturelle, religieuse, architecturale, personnalités, etc.), travaux réalisés à partir d'archives privées et publiques (archives municipales, bibliothèque municipale de Sainte-Foy, office du tourisme, archives départementales). L'association s'investit aussi lors des Journées européennes du patrimoine, organise des sorties, des conférences et des colloques.

## Politique et administration

### Tendances politiques et résultats
Les personnalités exerçant une fonction élective dont le mandat est en cours et en lien direct avec le territoire de Sainte-Foy-la-Grande sont les suivantes :
| Élection             | Territoire                          | Titre                      | Nom                                | Tendance politique |  | Début de mandat  | Fin de mandat |
| -------------------- | ----------------------------------- | -------------------------- | ---------------------------------- | ------------------ |  | ---------------- | ------------- |
| Municipales 2020     | Commune de Sainte-Foy-la-Grande     | Maire                      | Christelle Guionie                 | PS                 |  | 28 mai 2020      | mars 2026     |
| Départementales 2015 | Canton du Réolais et des Bastides   | Conseillers départementaux | Daniel Barbe et Christelle Guionie | PS                 |  | 1er juillet 2021 | mars 2028     |
| Législatives 2024    | 10ème circonscription de la Gironde | Député                     | Florent Boudié                     | RE                 |  | 8 juillet 2024   | juillet 2029  |

#### Élections présidentielles
Résultats des seconds tours :
- Élection présidentielle de 1965 : 55,27 % pour François Mitterrand (CIR), 44,73 % pour Charles de Gaulle (UNR-UDT). Le taux de participation était de 84,96 %.
- Élection présidentielle de 1969 : 57,09 % pour Alain Poher (CD), 42,91 % pour Georges Pompidou (UDR). Le taux de participation était de 74,51 %.
- Élection présidentielle de 1974 : 52,85 % pour François Mitterrand (PS), 47,15 % pour Valéry Giscard d'Estaing (FNRI). Le taux de participation était de 84,90 %.
- Élection présidentielle de 1981 : 56,90 % pour François Mitterrand (PS), 43,10 % pour Valéry Giscard d'Estaing (UDF). Le taux de participation était de 85,04 %.
- Élection présidentielle de 1988 : 52,42 % pour François Mitterrand (PS), 47,58 % pour Jacques Chirac (RPR). Le taux de participation était de 84,62 %.
- Élection présidentielle de 1995 : 51,72 % pour Lionel Jospin (PS), 48,28 % pour Jacques Chirac (RPR). Le taux de participation était de 78,84 %.
- Élection présidentielle de 2002[50] : 80,90 % pour Jacques Chirac (RPR), 19,10 % pour Jean-Marie Le Pen (FN). Le taux de participation était de 80,67 %.
- Élection présidentielle de 2007[51] : 50,64 % pour Ségolène Royal (PS), 49,36 % pour Nicolas Sarkozy (UMP). Le taux de participation était de 83,21 %.
- Élection présidentielle de 2012[52] : 55,69 % pour François Hollande (PS), 44,31 % pour Nicolas Sarkozy (UMP). Le taux de participation était de 71,56 %.
- Élection présidentielle de 2017[53] : 66,95 % pour Emmanuel Macron (EM), 33,05 % pour Marine Le Pen (FN). Le taux de participation était de 67,57 %.
- Élection présidentielle de 2022[54] : 54,37 % pour Emmanuel Macron (LREM), 45,63 % pour Marine Le Pen (RN). Le taux de participation était de 65,76 %.

#### Élections législatives
Résultats des seconds tours :
- Élections législatives de 1993 : 52,30 % pour Jean-Claude Bireau (RPR), 47,70 % pour Gilbert Mitterrand (PS). Le taux de participation était de 71,29 %.
- Élections législatives de 1997 : 55,82 % pour Gilbert Mitterrand (PS), 45,18 % pour Jean-Claude Bireau (RPR). Le taux de participation était de 69,09 %.
- Élections législatives de 2002[55] : 51,65 % pour Gilbert Mitterrand (PS), 48,35 % pour Jean-Paul Garraud (UMP). Le taux de participation était de 65,83 %.
- Élections législatives de 2007[56] : 56,13 % pour Philippe Buisson (PS), 43,87 % pour Jean-Paul Garraud (UMP). Le taux de participation était de 65,51 %.
- Élections législatives de 2012[57] : 57,99 % pour Florent Boudié (PS), 42,01 % pour Jean-Paul Garraud (UMP). Le taux de participation était de 57,13 %.
- Élections législatives de 2017[58] : 69,49 % pour Florent Boudié (LREM), 30,51 % pour Sandrine Chadourne (FN). Le taux de participation était de 44,69 %.
- Élections législatives de 2022[59] : 58,05 % pour Florent Boudié (RE), 41,95 % pour Sandrine Chadourne (RN). Le taux de participation était de 45,36 %.
- Élections législatives de 2024[60] : 58,06 % pour Florent Boudié (RE), 41,94 % pour Sandrine Chadourne (RN). Le taux de participation était de 59,48 %.

#### Élections européennes
Résultats des deux meilleurs scores :
- Élections européennes de 1994 : 24,38 % pour Dominique Baudis (UDF), 23,71 % pour Michel Rocard (PS). Le taux de participation était de 57,80 %.
- Élections européennes de 1999 : 29,78 % pour François Hollande (PS), 12,58 % pour Charles Pasqua (RPFIE). Le taux de participation était de 51,04 %.
- Élections européennes de 2004[61] : 33,65 % pour Kader Arif (PS), 16,29 % pour Alain Lamassoure (UMP). Le taux de participation était de 46,33 %.
- Élections européennes de 2009[62] : 28,50 % pour Dominique Baudis (UMP), 21,65 % pour Kader Arif (PS). Le taux de participation était de 41,33 %.
- Élections européennes de 2014[63] : 25,00 % pour Louis Aliot (FN), 22,81 % pour Michèle Alliot-Marie (UMP). Le taux de participation était de 46,27 %.
- Élections européennes de 2019[64] : 21,94 % pour Jordan Bardella (RN), 18,55 % pour Nathalie Loiseau (LREM). Le taux de participation était de 48,94 %.
- Élections européennes de 2024[65] : 30,41 % pour Jordan Bardella (RN), 16,59 % pour Raphaël Glucksmann (PP). Le taux de participation était de 46,81 %.

#### Élections régionales
Résultats des seconds tours :
- Élections régionales de 2004[66] : 56,07 % pour Alain Rousset (PS), 29,69 % pour Xavier Darcos (UMP), 14,25 % pour Jacques Colombier (FN). Le taux de participation était de 68,58 %.
- Élections régionales de 2010[67] : 56,52 % pour Alain Rousset (PS), 33,56 % pour Xavier Darcos (UMP), 9,92 % pour Jean Lassalle (MoDem). Le taux de participation était de 48,50 %.
- Élections régionales de 2015[68] : 43,27 % pour Alain Rousset (PS), 35,44 % pour Virginie Calmels (LR), 21,29 % pour Jacques Colombier (FN). Le taux de participation était de 55,57 %.
- Élections régionales de 2021[69] : 42,99 % pour Alain Rousset (PS), 26,98 % pour Edwige Diaz (RN), 12,05 % pour Nicolas Florian (LR), 9,53 % pour Geneviève Darrieussecq (MoDem), 8,45 % pour Nicolas Thierry (EÉLV). Le taux de participation était de 43,62 %.

#### Élections départementales
Résultats des seconds tours :
- Élections départementales de 2015[70] : 41,51 % pour Yves d'Amécourt (UMP) et Sophie Sellier (DVD), 38,15 % pour Bernard Castagnet et Christelle Guionie (PS), 20,34 % pour Sandrine Chadourne et Patrick Duval-Campana (FN). Le taux de participation était de 53,15 %.
- Élections départementales de 2021[71] : 69,29 % pour Daniel Barbe et Christelle Guionie (PS), 30,71 % pour Sandrine Chadourne et Didier Riva (RN). Le taux de participation était de 43,92 %.

#### Élections cantonales
Résultats des seconds tours :
- Élections cantonales de 1994 : 52,35 % pour Michel Maumont (PS), 47,65 % pour Jean-Pierre Chalard (RPR). Le taux de participation était de 68,76 %.
- Élections cantonales de 2001 : 38,57 % pour Michel Maumont (PS), 33,33 % pour Jean-Pierre Chalard (RPR), 28,10 % pour Philippe Collas (DIV). Le taux de participation était de 67,57 %.
- Élections cantonales de 2008[72] : 64,89 % pour Robert Provain (PS), 35,11 % pour Jean-Pierre Chalard (RPR). Le taux de participation était de 59,79 %.

#### Élections municipales
- Élections municipales de 2014[73] : 51,08 % pour Christophe Chalard (DVD), 48,92 % pour Florent Boudié (PS). Le taux de participation était de 69,13 %.
- Élections municipales de 2020[74] : 52,28 % pour Christelle Guionie (PS), 47,72 % pour Bruno Beltrami (LR). Le taux de participation était de 51,95 %.

### Liste des maires

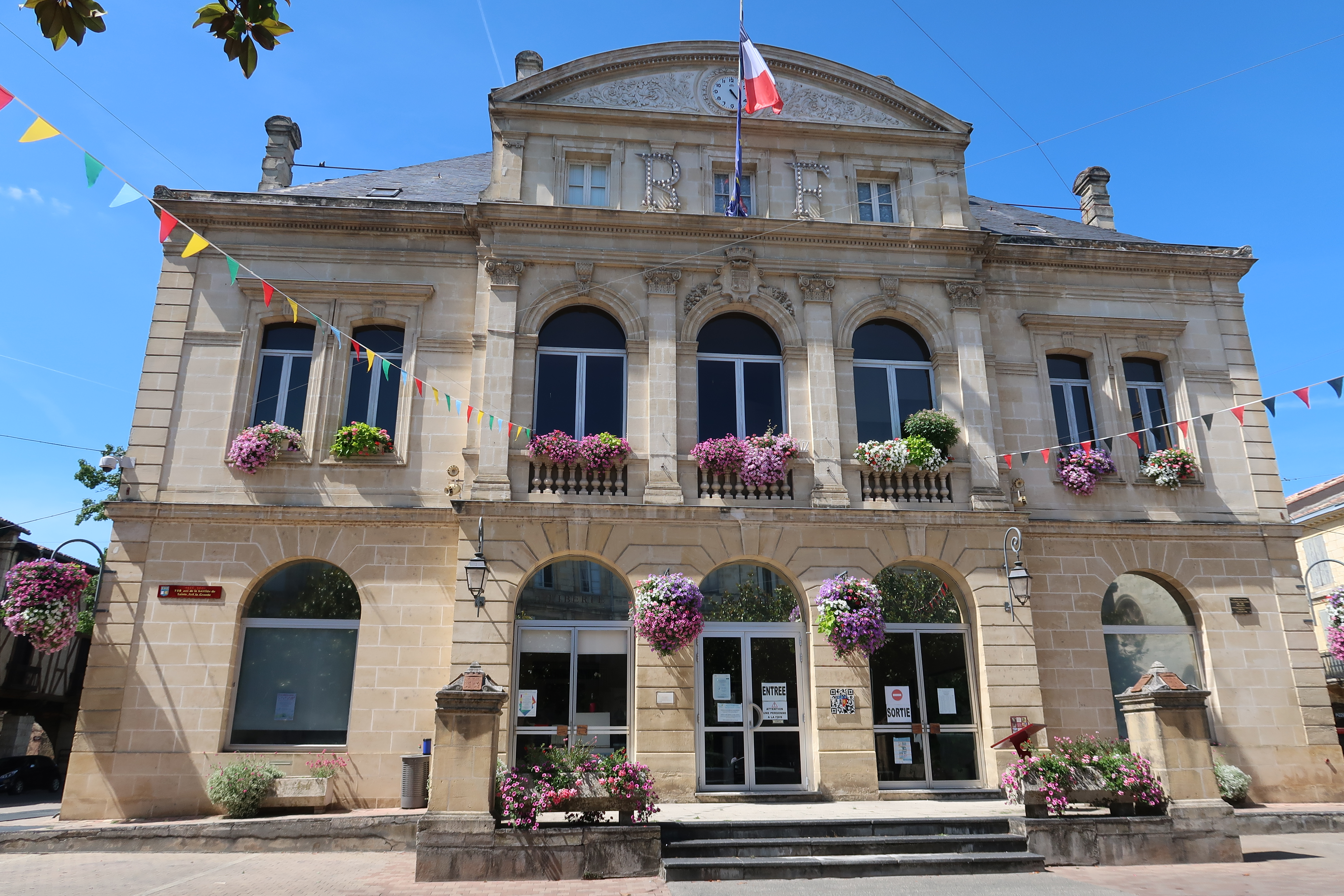
La mairie en 2019.

Au fil de l'histoire qu'il dresse de l'église Notre-Dame, le musée du Pays foyen liste le nom de plusieurs maires (les dates d'entrée et de cessation de fonctions ne sont pas précisées) : Sambellie en 1793, L. de Brugière en 1851, Borderie en 1871, Flageol en 1916, Chastel en 1925, Faucher en 1928 et Bertin-Rouleau en 1938.
Lors de la Première Guerre mondiale, le maire est Ernest Flageol. François Mazelle lui succède en 1919 puis Gabriel Chastel le 22 décembre 1921.
| Période                                    | Période    | Identité           | Étiquette | Qualité                                                                       |
| ------------------------------------------ | ---------- | ------------------ | --------- | ----------------------------------------------------------------------------- |
| Les données manquantes sont à compléter.   |            |                    |           |                                                                               |
|                                            |            |                    |           |                                                                               |
| Fin de la première moitié du XVIIIe siècle |            | Louis de Filhol    |           |                                                                               |
|                                            |            |                    |           |                                                                               |
| Durant 1920                                |            | François Marzelle  |           |                                                                               |
|                                            |            |                    |           |                                                                               |
| 1974                                       | 1989       | Pierre Lart        | PS        | Conseiller général du canton de Sainte-Foy-la-Grande (1976-1988)              |
| 1989                                       | 2001       | Michel Maumont     | PS        | Conseiller général du canton de Sainte-Foy-la-Grande (1988-1994)              |
| 2001                                       | avril 2014 | Robert Provain     | PS        | Conseiller général du canton de Sainte-Foy-la-Grande (2008-2015)              |
| avril 2014                                 | mai 2020   | Christophe Chalard | DVD-LR    | Chef d'entreprise                                                             |
| mai 2020                                   | En cours   | Christelle Guionie | PS        | Conseillère départementale du canton du Réolais et des Bastides (depuis 2015) |

### Jumelages
- Rotenburg (Allemagne) depuis 1973[78]
- De 1983 à 2014, Sainte-Foy-la-Grande a été jumelée avec Berthierville, une municipalité canadienne du Québec[79].

## Démographie
Les habitants de Sainte-Foy-la-Grande sont les Foyennes et les Foyens.
L'évolution du nombre d'habitants est connue à travers les recensements de la population effectués dans la commune depuis 1793. Pour les communes de moins de 10 000 habitants, une enquête de recensement portant sur toute la population est réalisée tous les cinq ans, les populations de référence des années intermédiaires étant quant à elles estimées par interpolation ou extrapolation. Pour la commune, le premier recensement exhaustif entrant dans le cadre du nouveau dispositif a été réalisé en 2007.

En 2022, la commune comptait 2 561 habitants, en évolution de +3,1 % par rapport à 2016 (Gironde : +6,91 %, France hors Mayotte : +2,11 %).
| 1793  | 1800  | 1806  | 1821  | 1831  | 1836  | 1841  | 1846  | 1851  |
| ----- | ----- | ----- | ----- | ----- | ----- | ----- | ----- | ----- |
| 7 580 | 2 830 | 2 830 | 2 433 | 2 612 | 2 739 | 2 924 | 3 027 | 3 189 |

| 1856  | 1861  | 1866  | 1872  | 1876  | 1881  | 1886  | 1891  | 1896  |
| ----- | ----- | ----- | ----- | ----- | ----- | ----- | ----- | ----- |
| 3 400 | 3 856 | 4 033 | 3 945 | 3 916 | 3 466 | 3 180 | 3 242 | 3 277 |

| 1901  | 1906  | 1911  | 1921  | 1926  | 1931  | 1936  | 1946  | 1954  |
| ----- | ----- | ----- | ----- | ----- | ----- | ----- | ----- | ----- |
| 3 446 | 3 430 | 3 277 | 3 027 | 3 155 | 3 100 | 3 159 | 3 411 | 3 430 |

| 1962  | 1968  | 1975  | 1982  | 1990  | 1999  | 2006  | 2007  | 2012  |
| ----- | ----- | ----- | ----- | ----- | ----- | ----- | ----- | ----- |
| 3 152 | 3 186 | 3 345 | 2 967 | 2 745 | 2 788 | 2 588 | 2 560 | 2 327 |

| 2017  | 2022  | - | - | - | - | - | - | - |
| ----- | ----- | - | - | - | - | - | - | - |
| 2 554 | 2 561 | - | - | - | - | - | - | - |

## Vie locale

### Cultes
- Église catholique Notre-Dame, 24 rue des Frères-Reclus ;
- Temple protestant de l'Église Unie de France, 26 rue Louis-Pasteur ;
- L'ancien temple, 25 boulevard Gratiolet, désaffecté ;
- L'ancien temple, 23 avenue Paul Bert, désaffecté ;
- Assemblée des « frères », deux églises protestantes de tendance darbyste.

Avant la Seconde Guerre mondiale, il existait trois courants protestants à Sainte-Foy-la-Grande : les libéraux du « Grand temple », les évangéliques (ou « Henriquet ») de la chapelle du boulevard Gratiolet, et les orthodoxes (ou réformés évangéliques) du « Petit temple » de l'avenue Paul-Bert. La fusion de l'Église réformée évangélique et de l'Église évangélique libre en 1938, affiliées à l'Union des églises réformées de France, au sein de l'Église réformée de France, à l'instar des libéraux, constitue un premier pas dans le rapprochement inter-protestants. Après des rapprochements, la chapelle du boulevard Gratiolet devient le siège du presbytère du temple de la rue Louis-Pasteur.

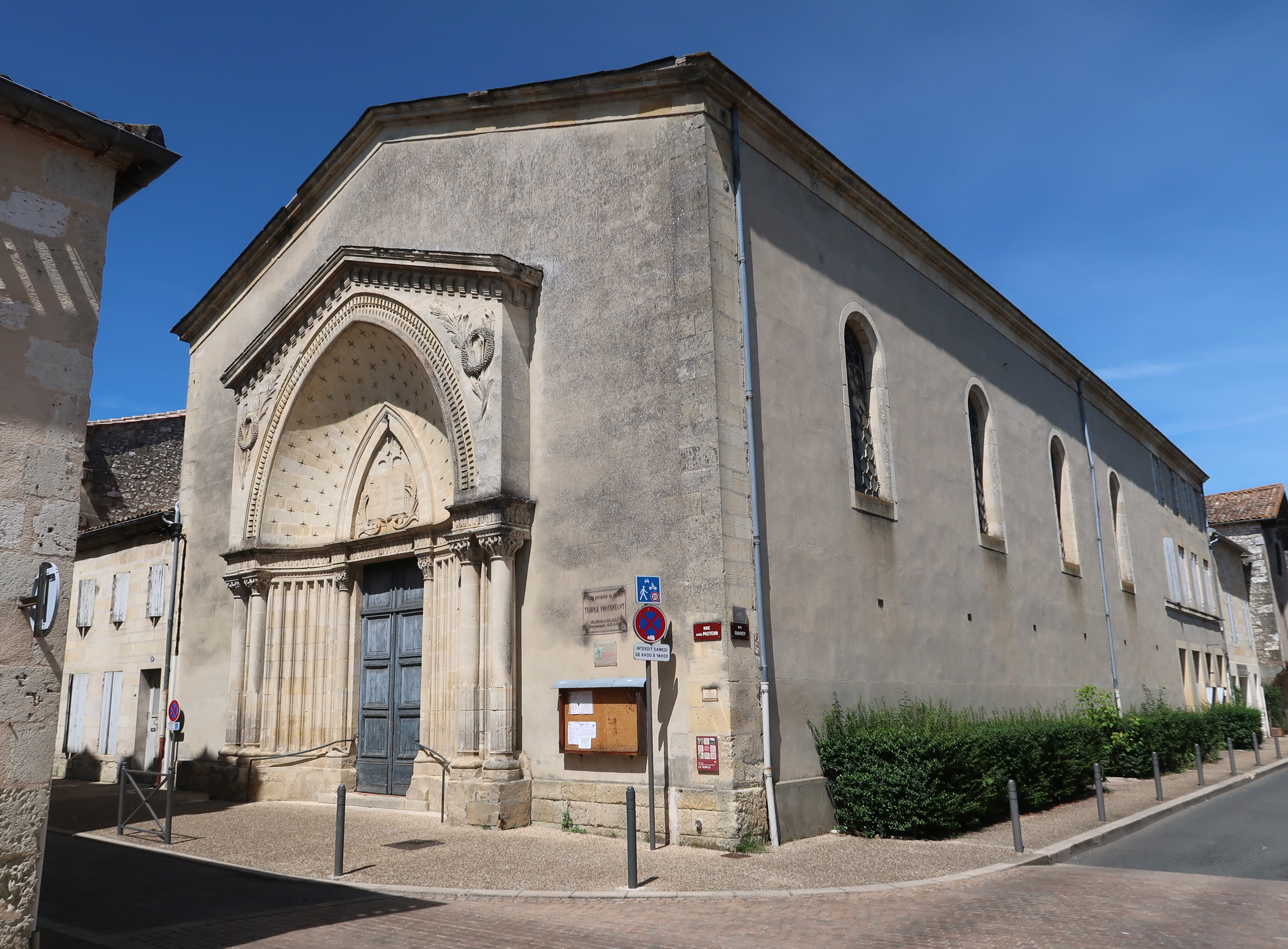
Le temple.
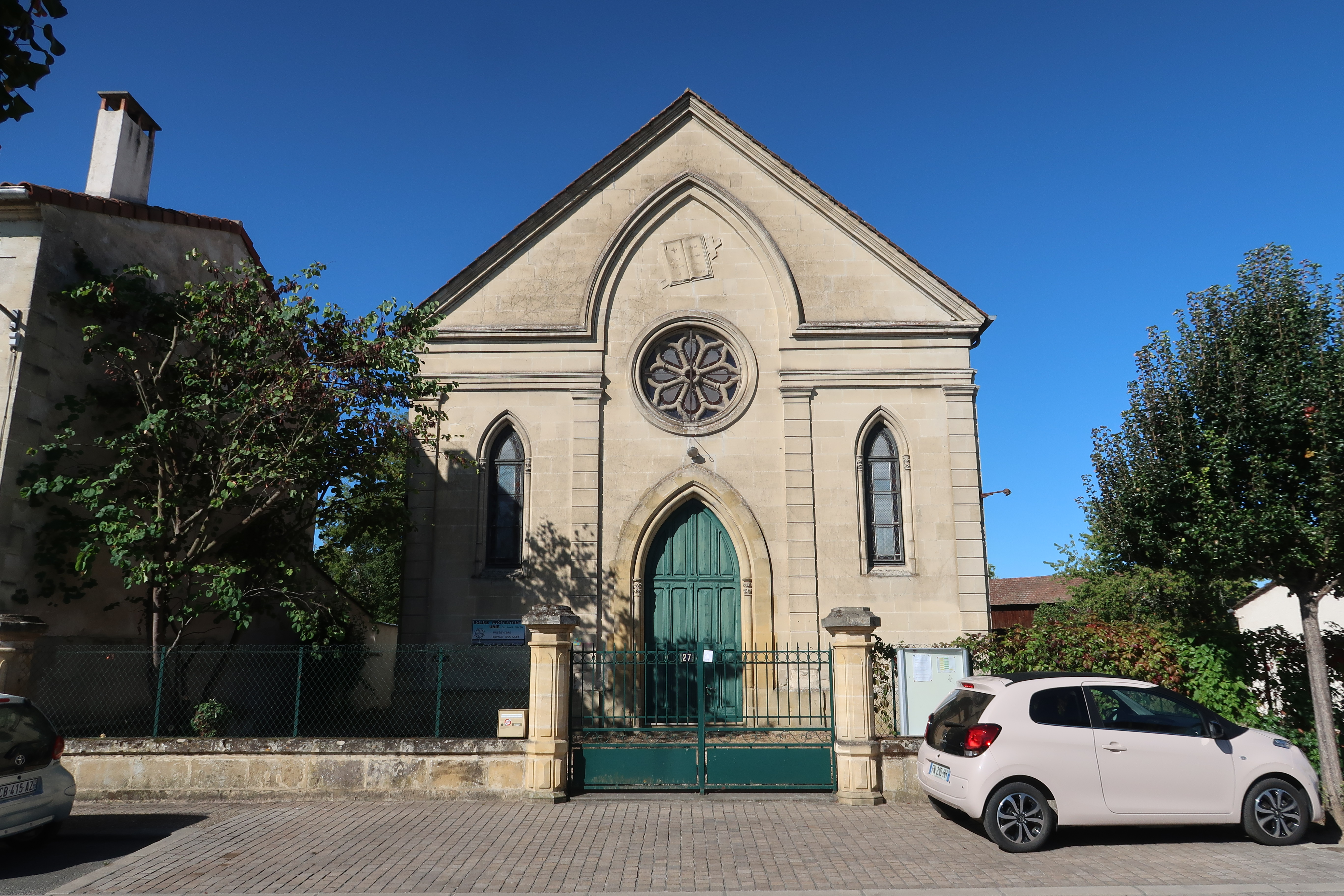
L'ancien temple du boulevard Gratiolet.
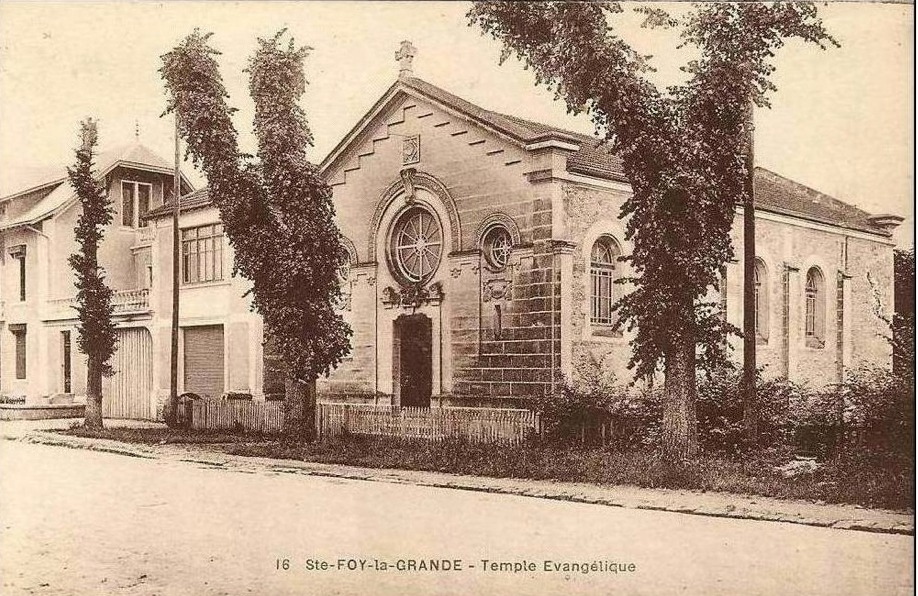
L'ancien temple de l'avenue Paul-Bert.

### Enseignement
Public
- Groupe scolaire Paul-Bert (école maternelle et primaire).
- Collège Élie-Faure / Mézières (Port-Sainte-Foy).
- Lycée Élisée-Reclus (général et technologique) et Paul-Broca (professionnel).
- En lisière de la commune, à Pineuilh, était autrefois installée l'école supérieure de jeunes filles de Sainte-Foy-la-Grande. Au XXIe siècle, le bâtiment accueille un centre médical.

Privé sous contrat
- Groupe scolaire catholique Anglade-Langalerie[85] :
  - école maternelle et élémentaire Langalerie ;
  - collège Anglade : mixte depuis 1960, il compta un internat jusqu'en 1983.

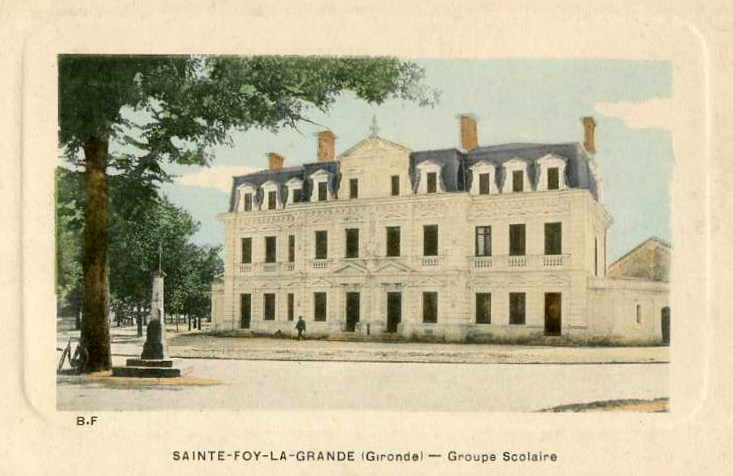
École élémentaire de la place Aristide-Briand sur une carte postale ancienne.
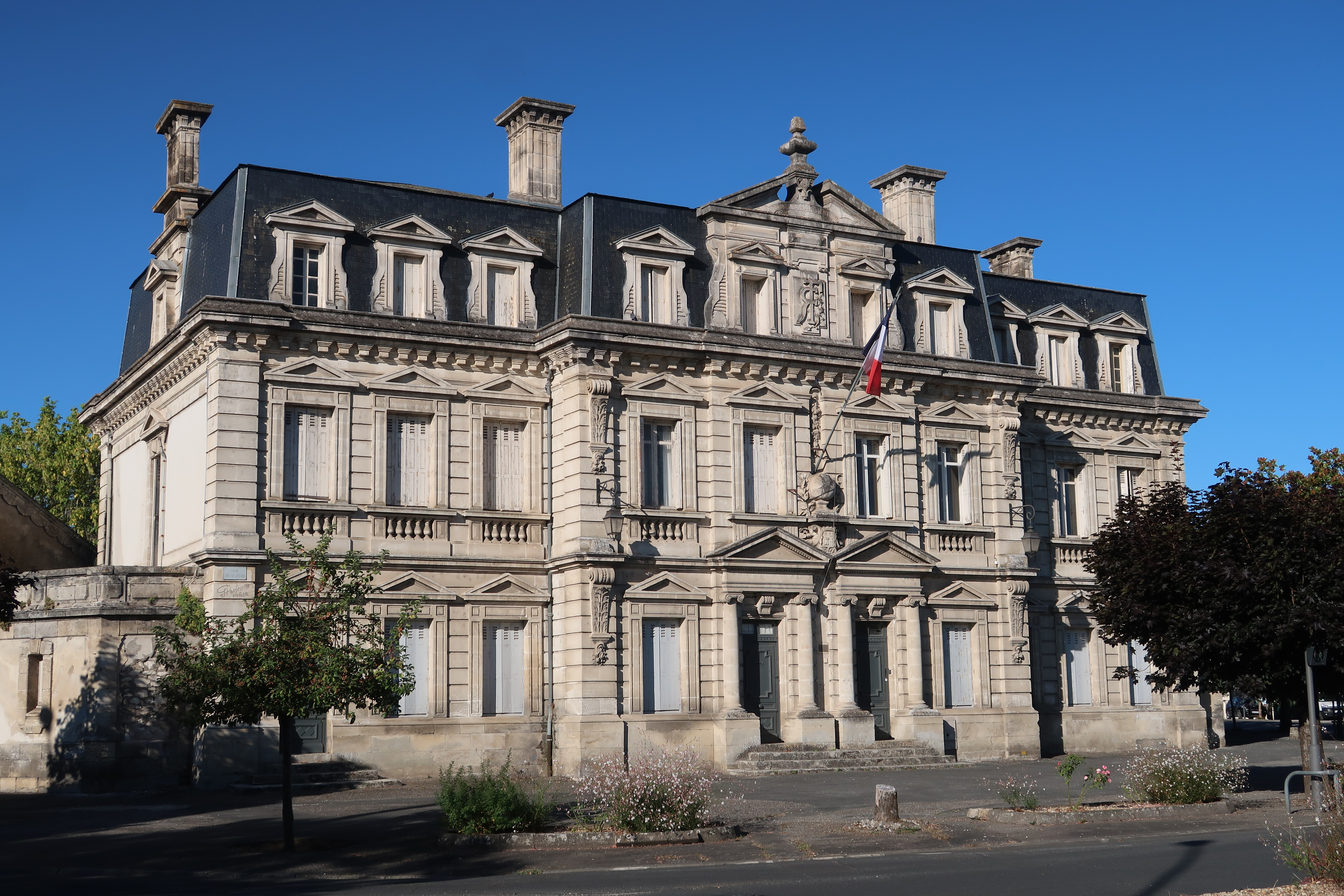
Le même bâtiment, en 2021.
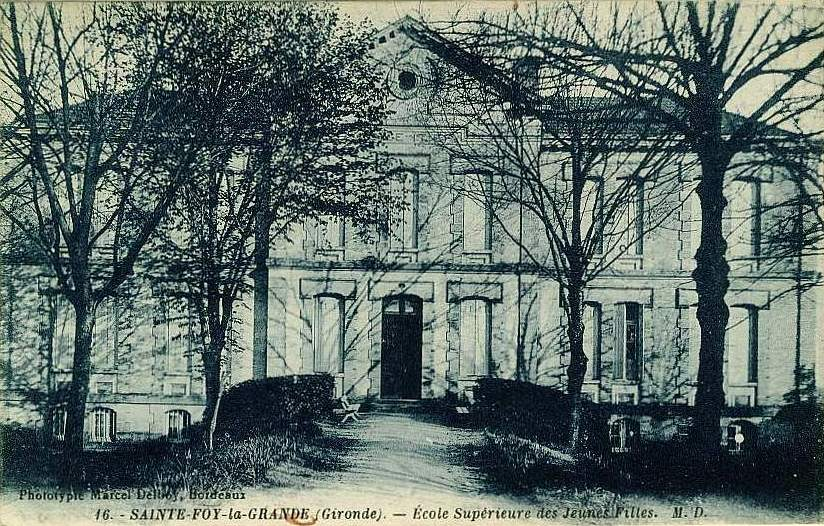
L'ancienne école supérieure de jeunes filles.
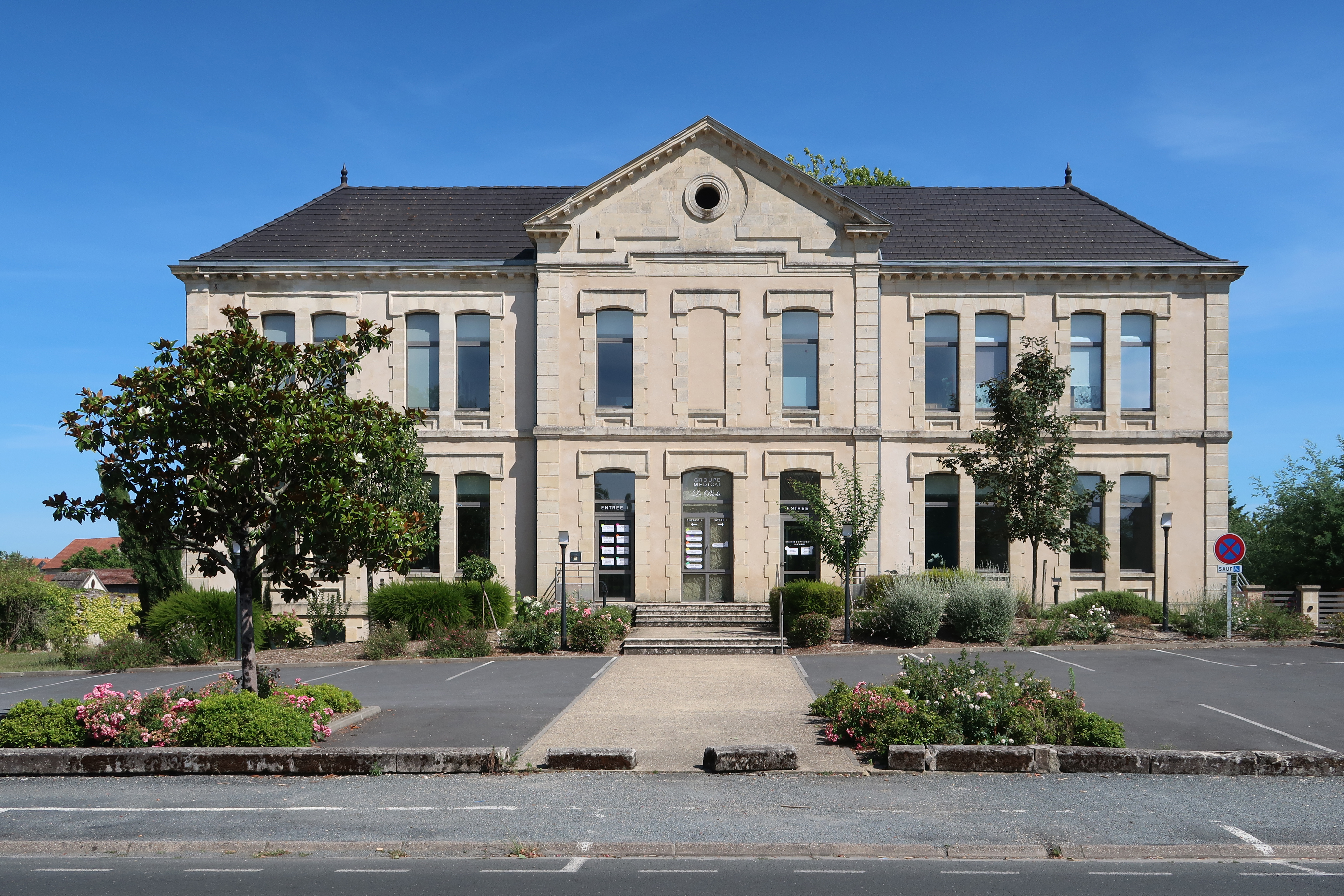
Le même bâtiment en 2020.
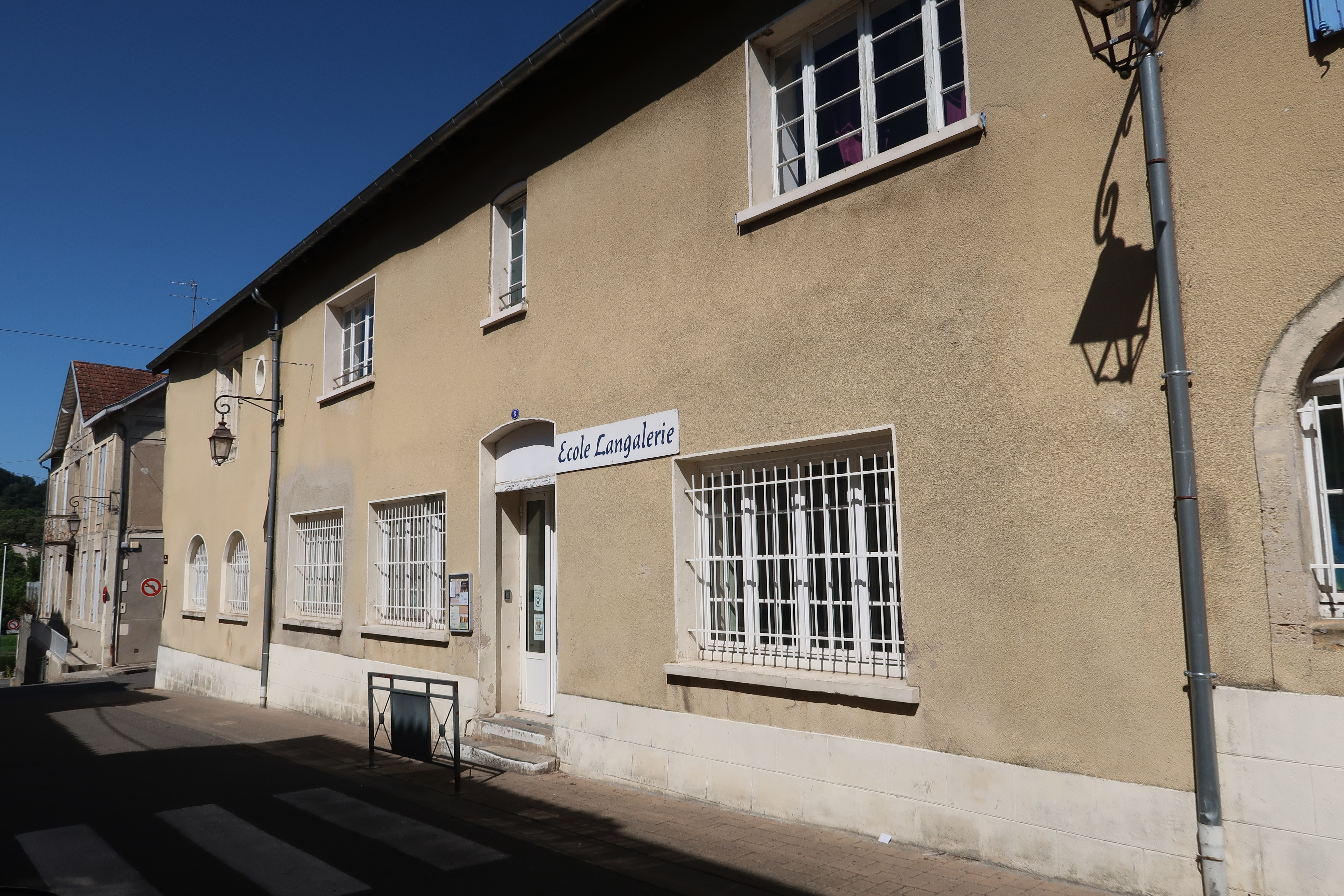
École Langalerie.
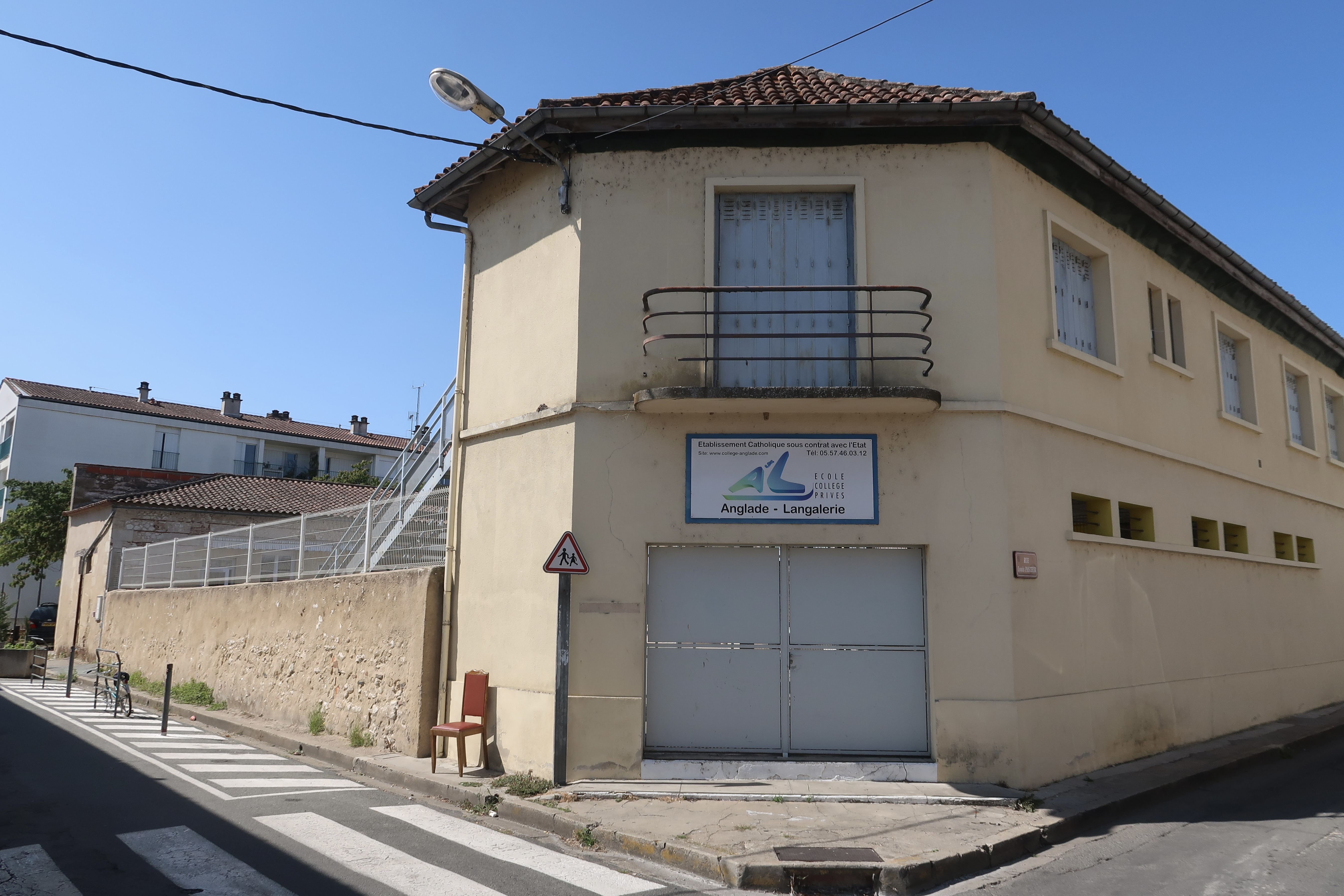
Collège Anglade.
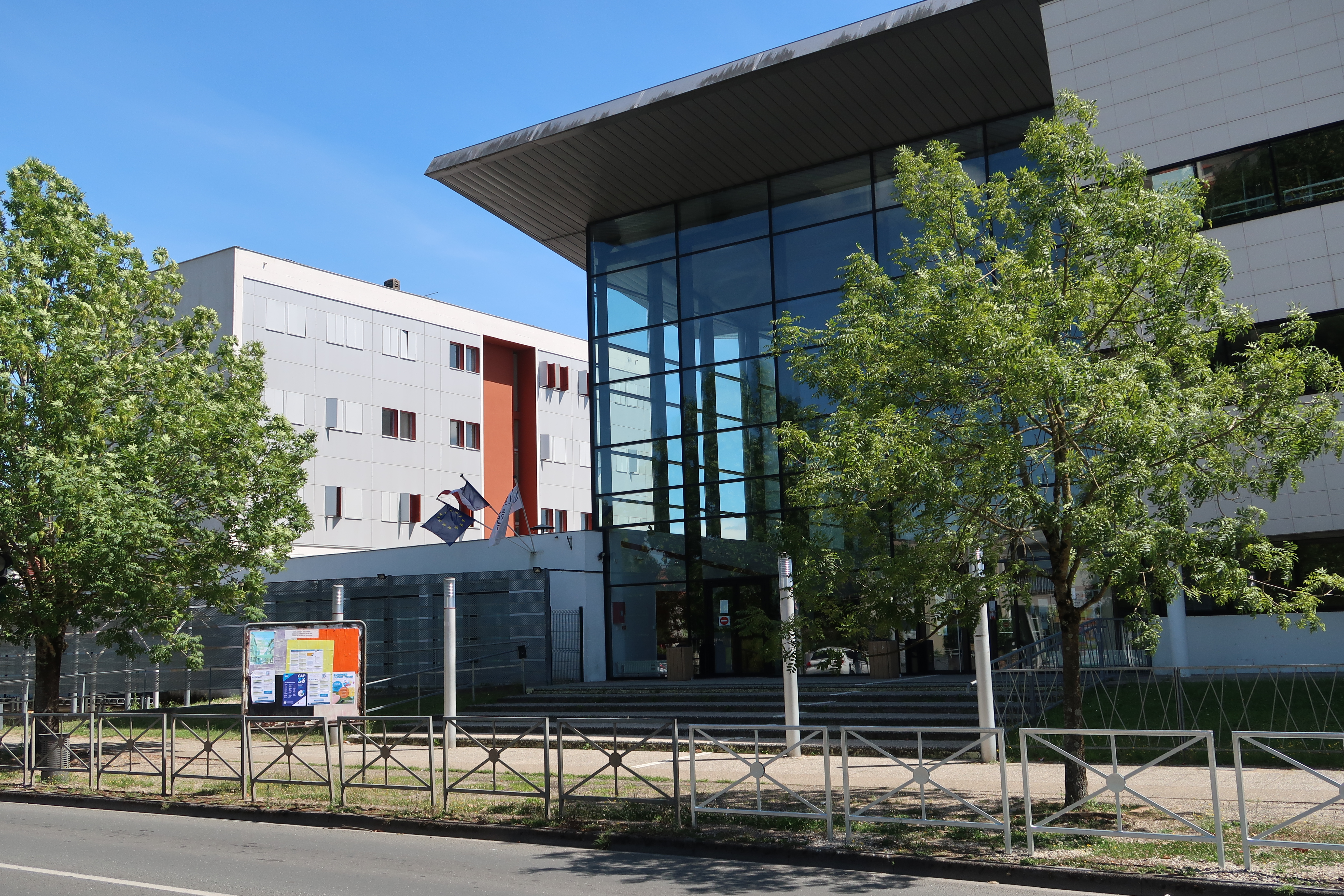
Lycée Élisée-Reclus et Paul-Broca.

### Culture
- Bibliothèque municipale, 8 rue Jean-Louis-Faure. Auparavant située 21 rue Louis-Pasteur.
- Office de tourisme, 102 rue de la République.
- Cinéma La Brèche, 140 rue de la République.
- Musée du Pays foyen, 142 rue de la République (premier bâtiment à droite dans la cour)[86].

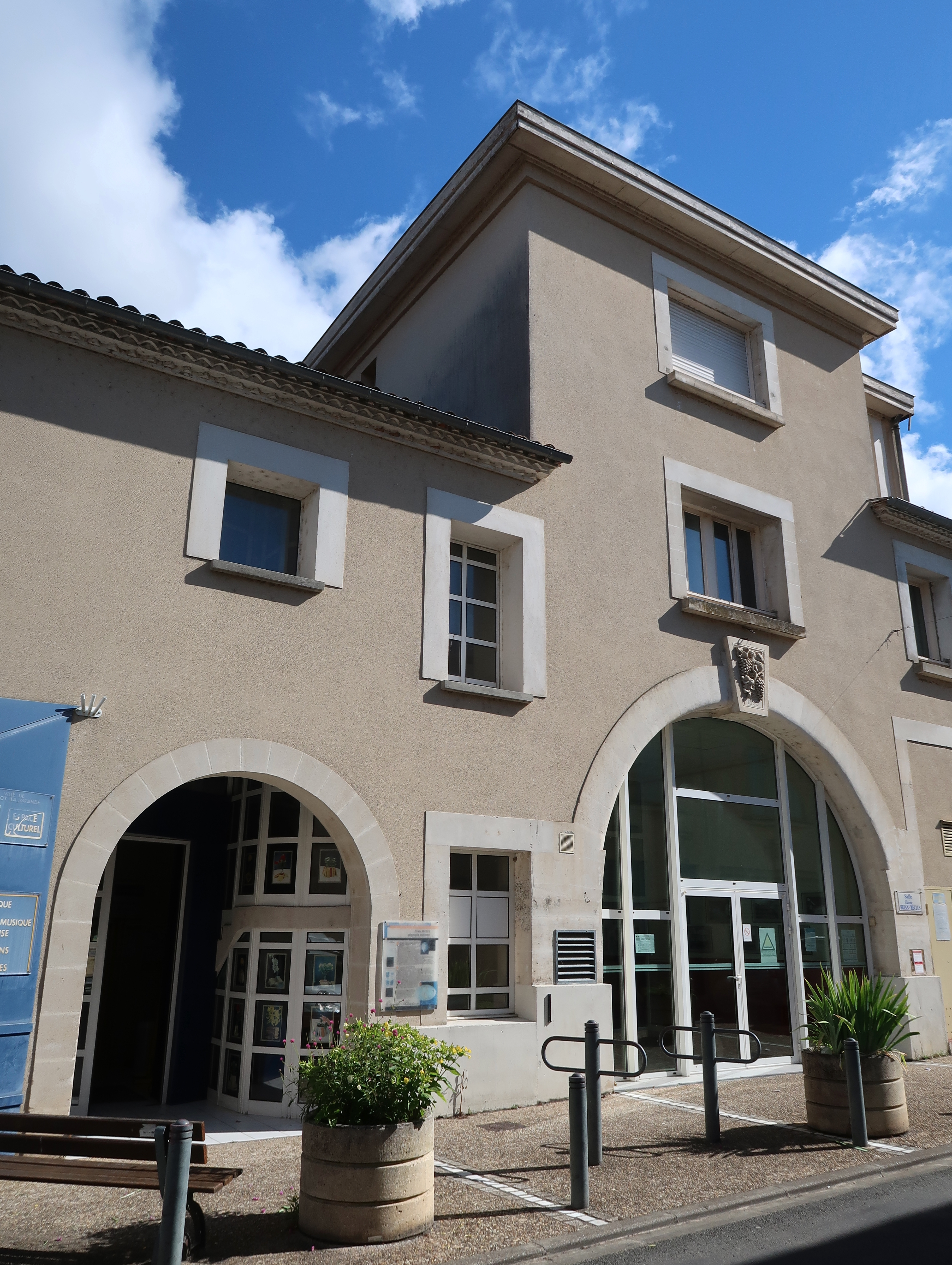
Bibliothèque municipale.
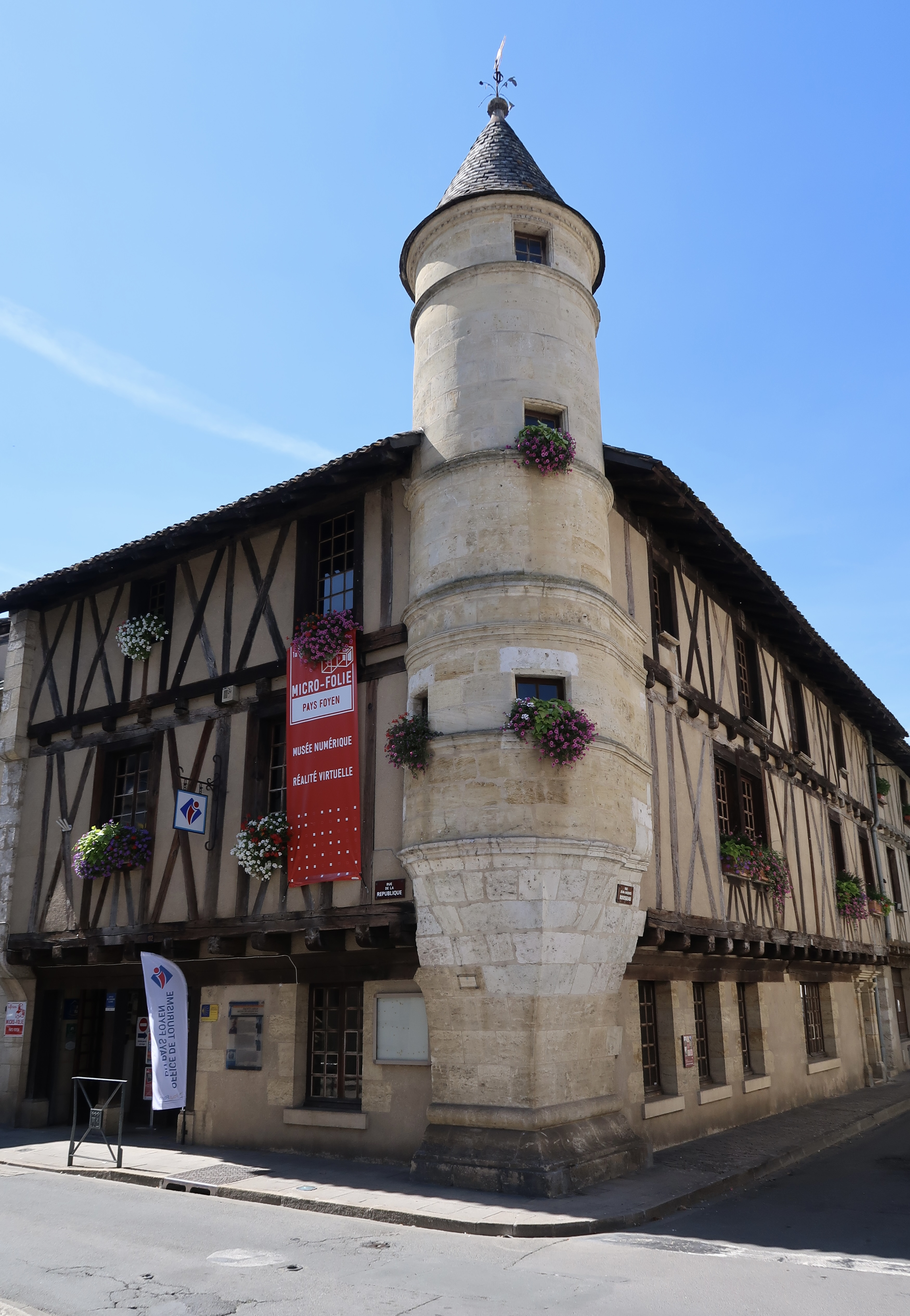
Office de tourisme.
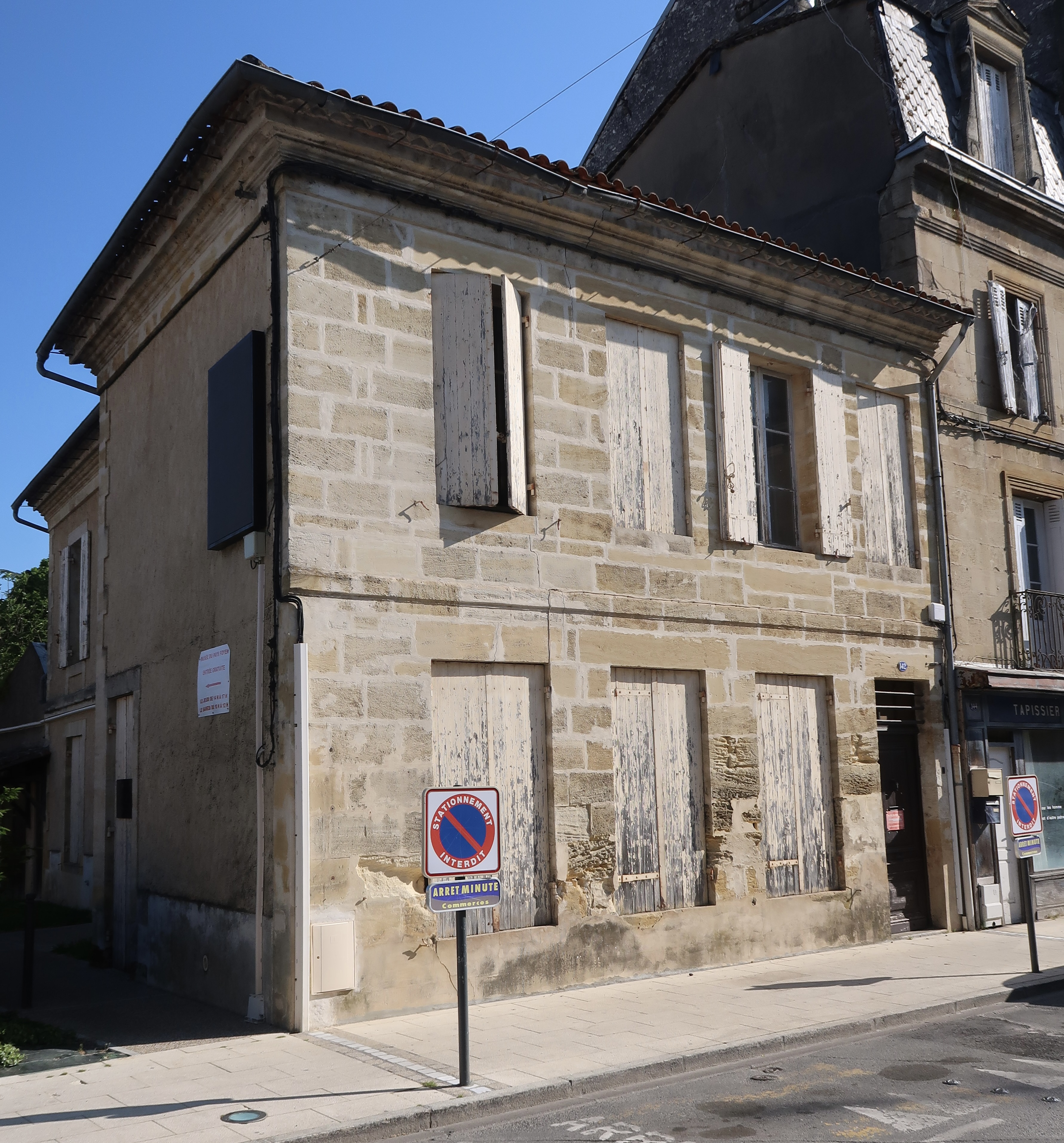
Musée du Pays foyen.

### Santé
- Caserne de pompiers, 9 boulevard Gratiolet
- Centre hospitalier, 1 avenue Charrier[87].

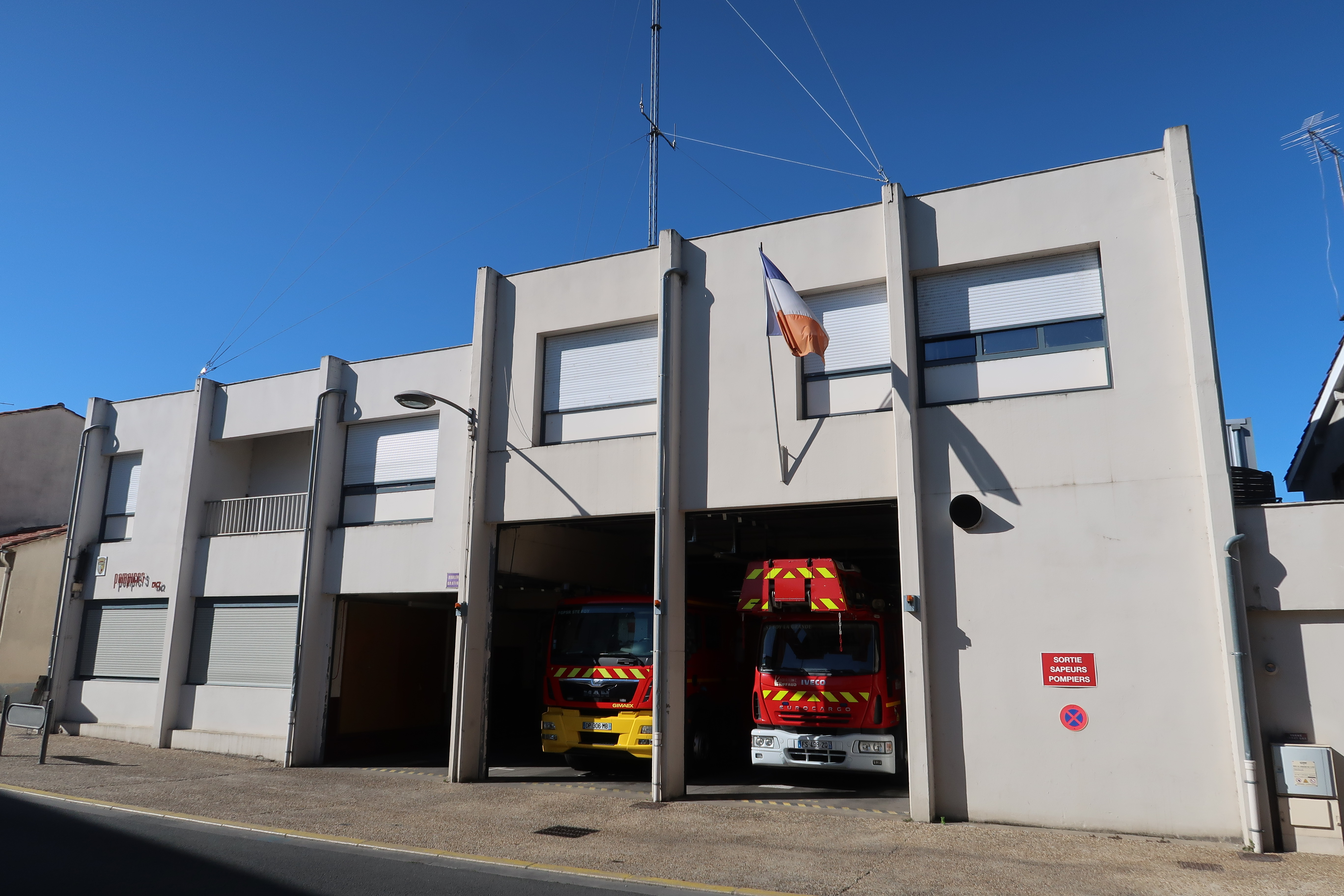
Caserne de pompiers.
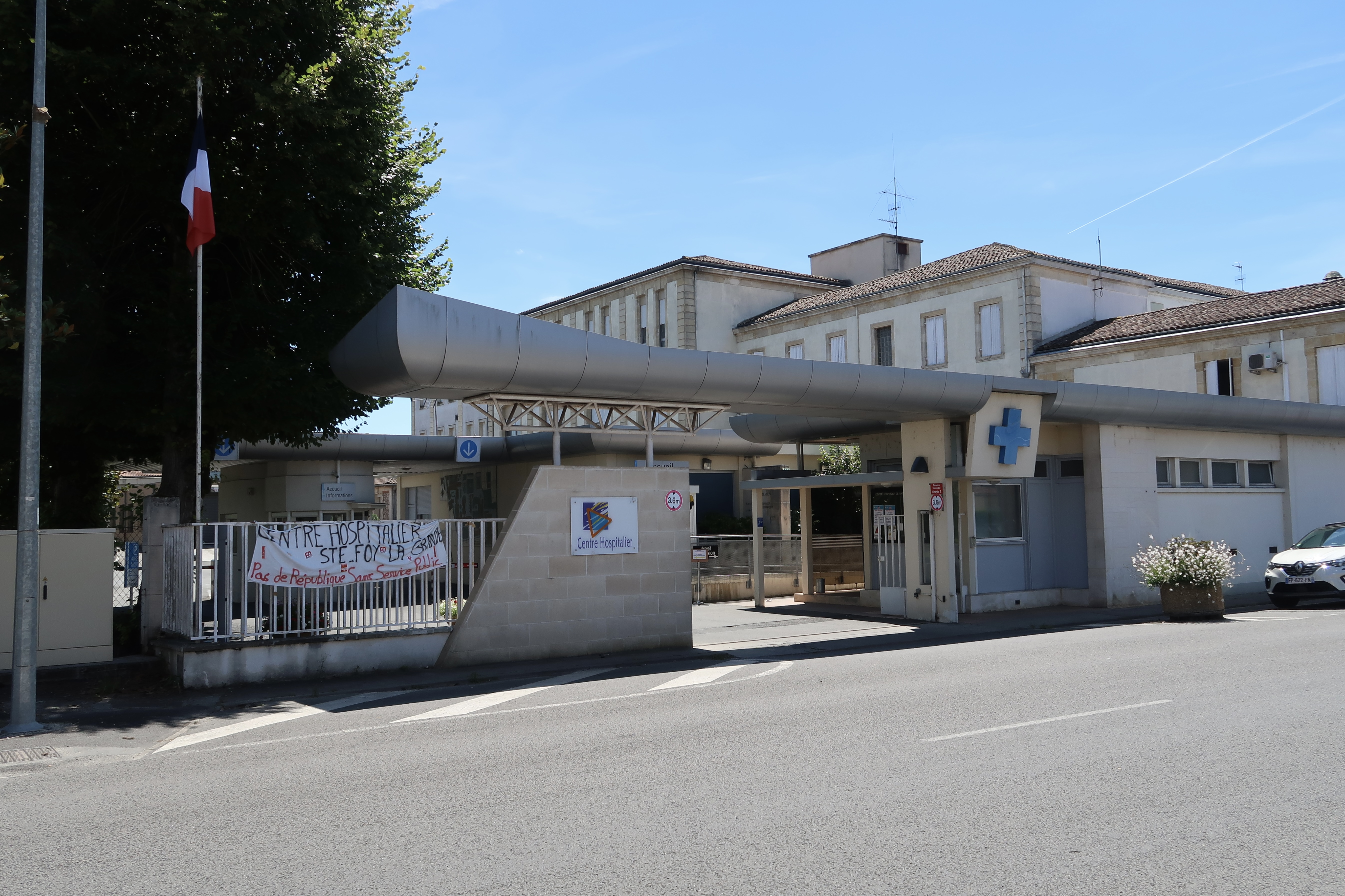
Entrée du centre hospitalier.
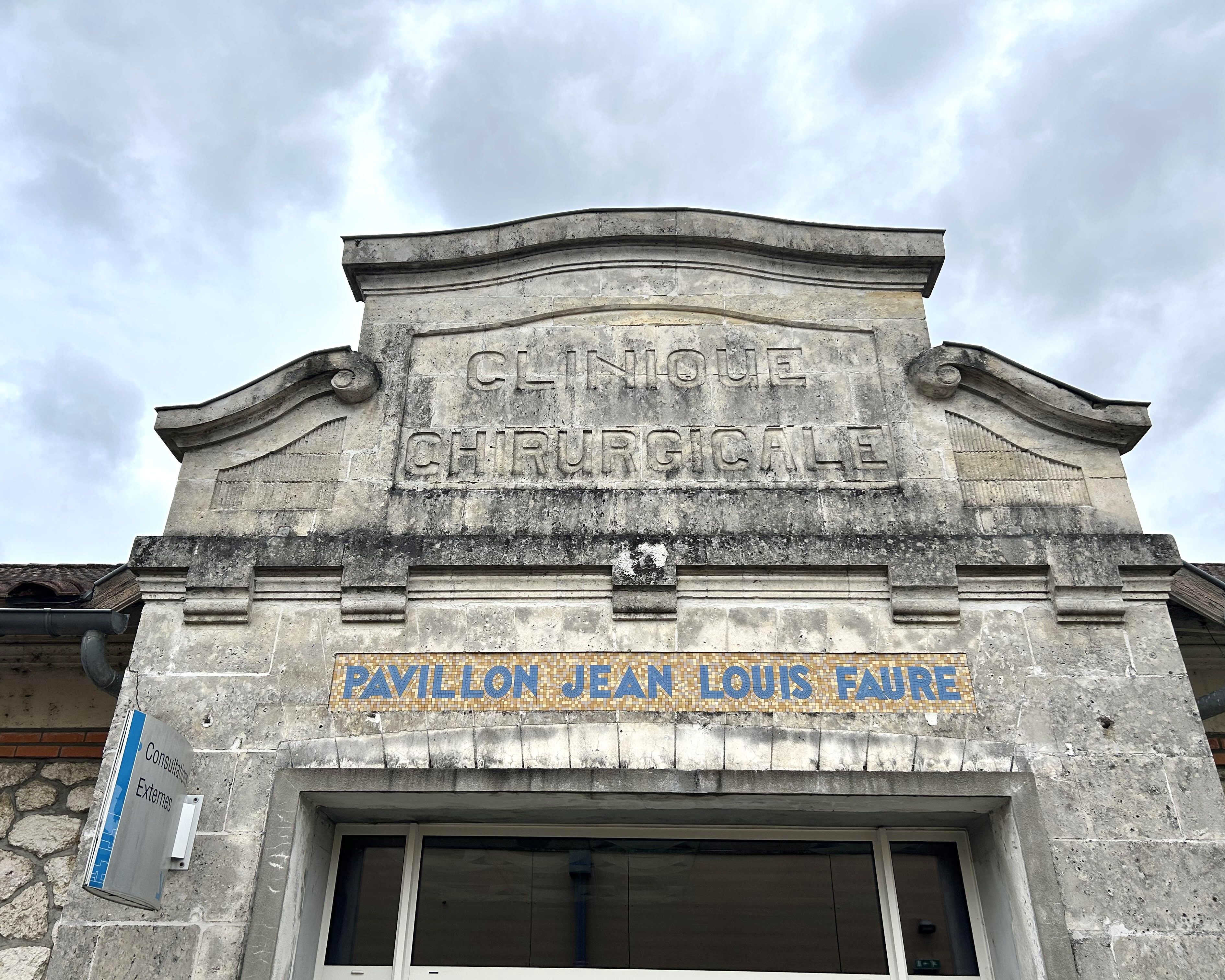
Pavillon « Clinique chirurgicale Jean-Louis-Faure » de l'hôpital.

### Activités sportives
Le Stade foyen, club de rugby à XV créé en 1909 qui a été :
- Vice-champion de France Honneur en 1955 ;
- Champion de France de 2e série en 1949.

Le long de l'allée Jean-Raymond-Guyon (anciennes allées de Coblentz), côté ouest, se trouvait autrefois la piscine municipale, construite en 1959 et finalement comblée dans les années 2000 pour laisser place à un terrain de basket. Certains éléments d'origine ont toutefois été conservés (gradins, cabines, buvette). Le terrain de basket est lui-même détruit à la fin de la décennie suivante.

### Promenade et espace vert
Les quais de la Dordogne sont un lieu de promenade. La bastide de Sainte-Foy, complètement urbanisée, ne compte pas d'espace vert dans son enceinte mais sur son pourtour oriental : il s'agit du jardin public aménagé le long de l'allée Jean-Raymond-Guyon, côté est, où est notamment installé un monument aux morts de la Seconde Guerre mondiale (voir supra).

Jardin public
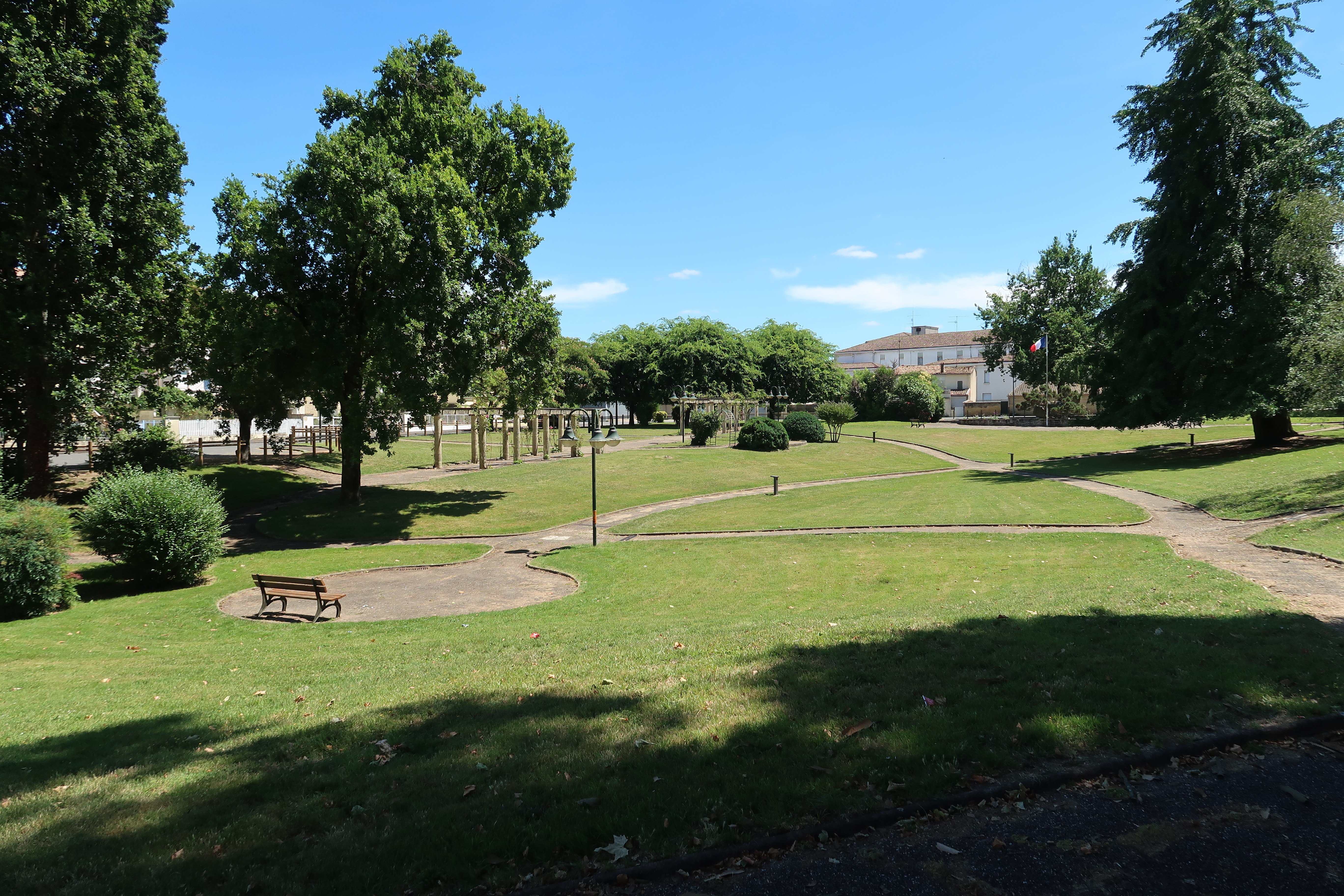
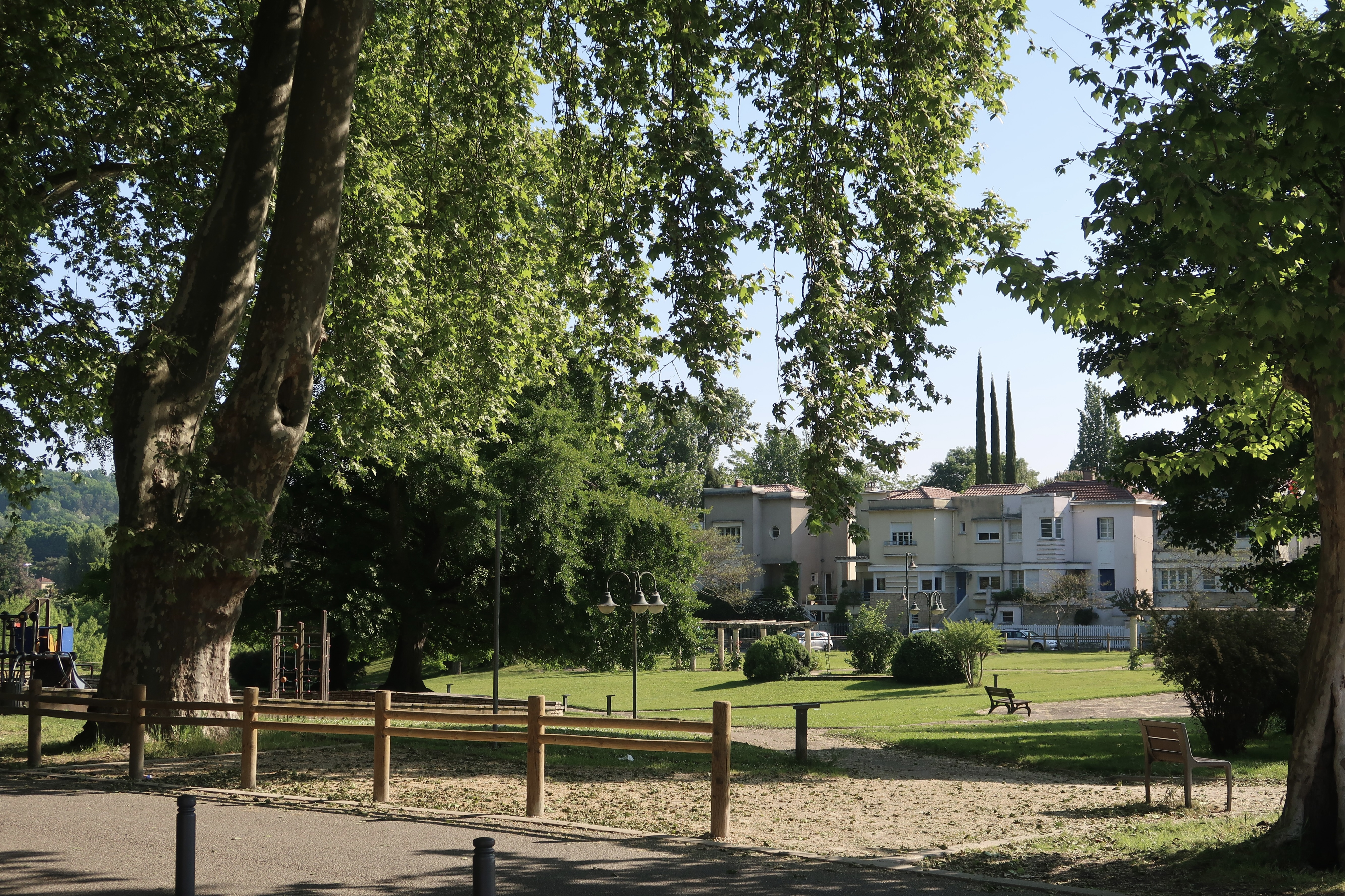

## Culture locale et patrimoine

### Le festival des Reclusiennes
Le Festival des Reclusiennes est organisé par les habitants de Sainte-Foy-la-Grande, association Cœur de Bastide. Depuis 2013 sont organisées chaque année au début du mois de juillet des rencontres avec des chercheurs, journalistes et militants associatifs dans l’esprit d’Élisée Reclus, natif de Sainte-Foy-la-Grande. Les thèmes abordés sont « Vote », puis les années suivantes « Les Gardiens de la Terre »,  « Marche, migrations et voyages », « L'Eau » en 2016, « Le Bien commun », « L'Argent », « le Travail », « Bas les masques. Épidémie, le jour d'après », « Communardes, Communards », « Évadons-nous ! » et « Partager » en 2023.

### Pèlerinage de Saint-Jacques-de-Compostelle
La ville est une étape du pèlerinage de Saint-Jacques-de-Compostelle (via Lemovicensis). Avant la construction du pont Michel-de-Montaigne, les pèlerins arrivaient de Port-Sainte-Foy par le bac et, lorsque c'était possible, par un gué.

### Lieux et monuments
- Vestige des remparts médiévaux.
- Place centrale à arcades (place Gambetta, ancienne place d'Armes, ou place de l'Hôtel de ville).
- Tour du Temple, des XIIIe et XIVe siècles. Elle est inscrite aux monuments historiques depuis 1967, tout comme les maisons aux n°53, n°58, n°94–96 et n°102 rue de la République (depuis 1955) et le monument aux morts de la place Aristide-Briand (depuis 2014).
- Église Notre-Dame, construite au XIIIe siècle, détruite en 1561, reconstruite au XVIIe siècle puis agrandie en 1850.
- Temple protestant, rue Louis-Pasteur, à l'angle de la rue Chanzy.
- Hôtels particuliers du XVIIIe siècle.
- La halle, à l'origine en bois, date de 1853. Elle compte vingt colonnes en pierre. Elle est pavée en 1895. Elle accueillit notamment un marché aux cochons[Note 8].
- Le point de départ du sentier de grande randonnée 6 (GR6) — qui traverse latéralement la France jusqu'aux Alpes-de-Haute-Provence — est situé sur la commune.
- L'aérodrome de Sainte-Foy-la-Grande, sur la commune de Fougueyrolles, à trois kilomètres.

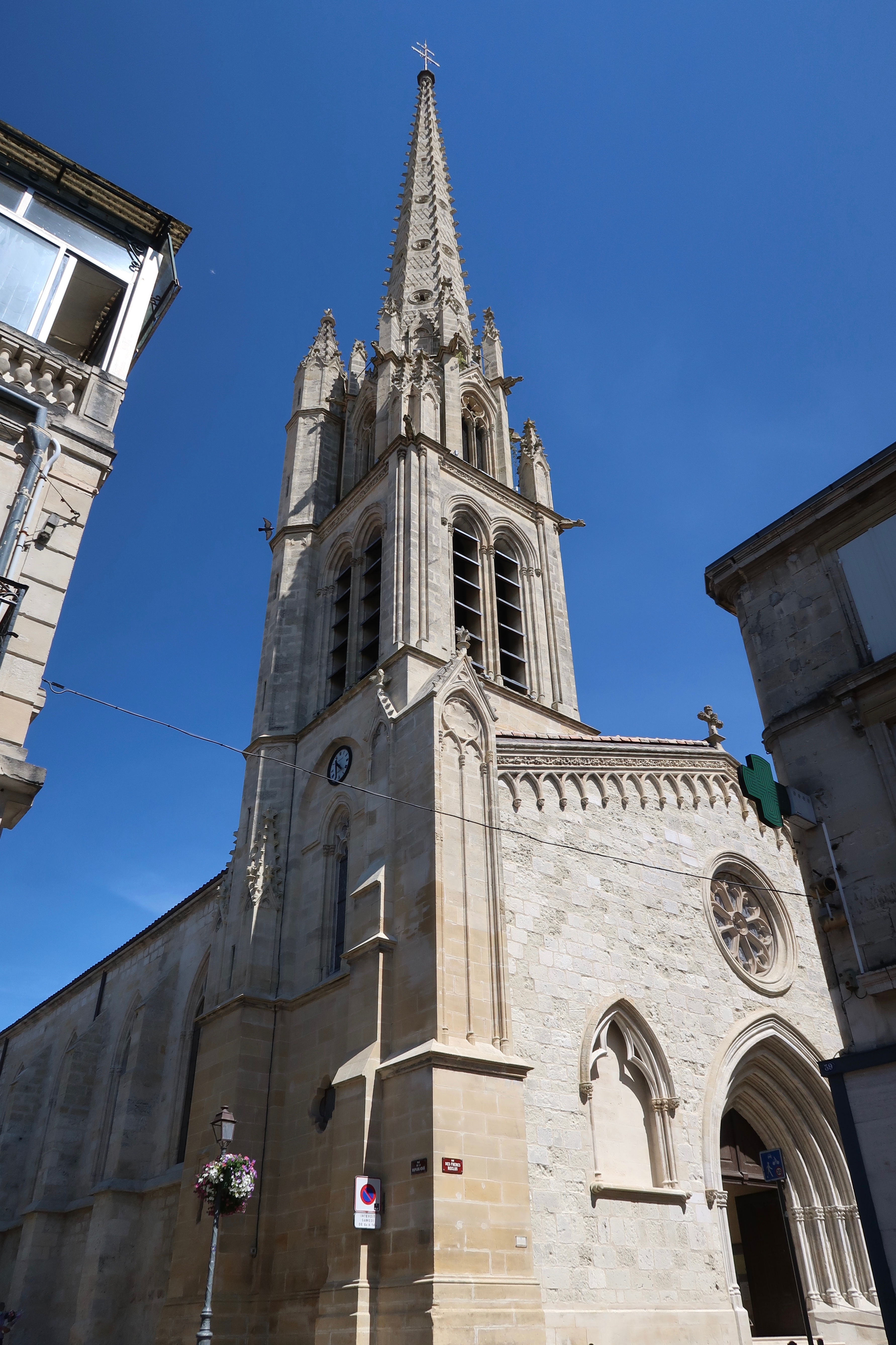
Église Notre-Dame.
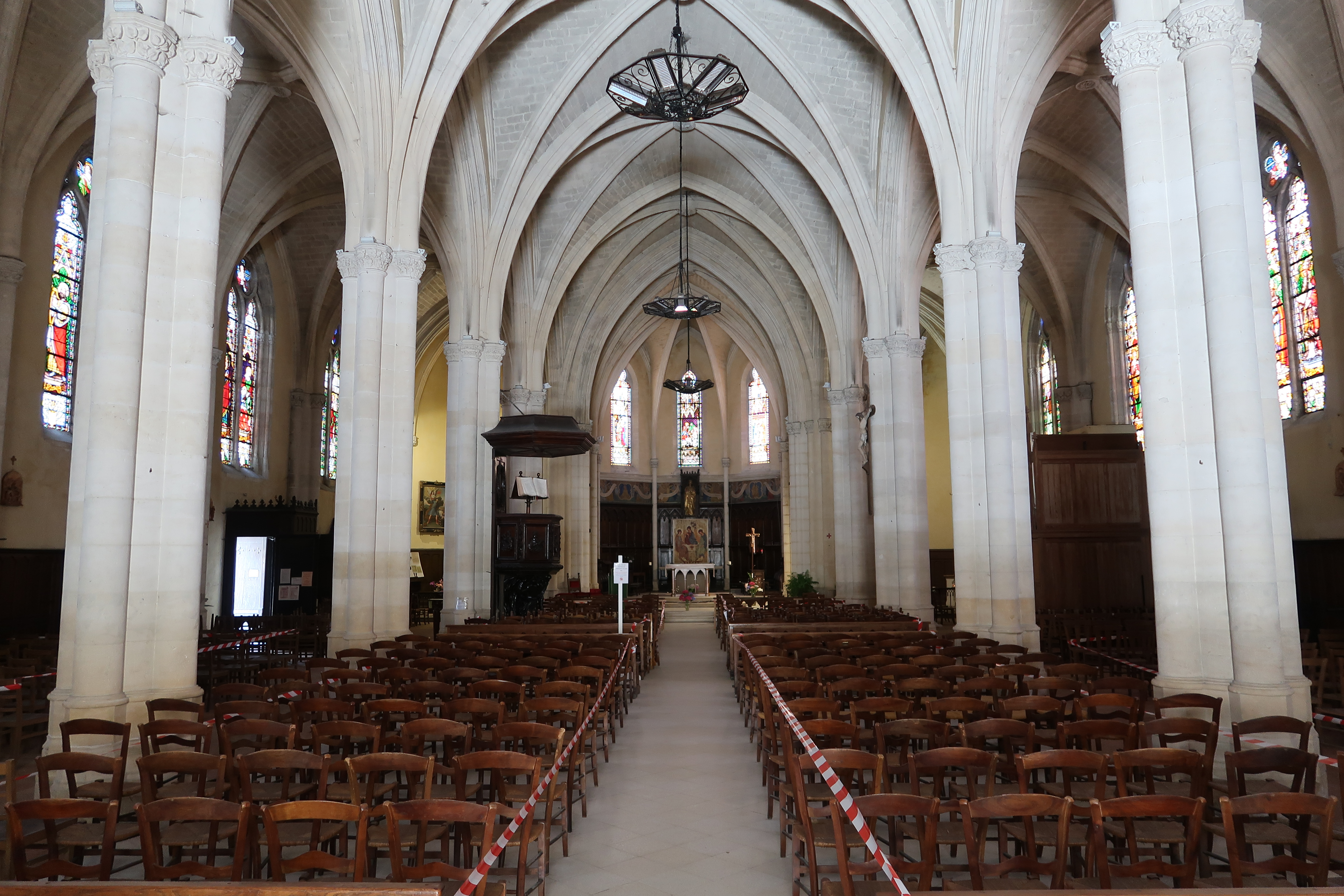
L'intérieur de l'église.
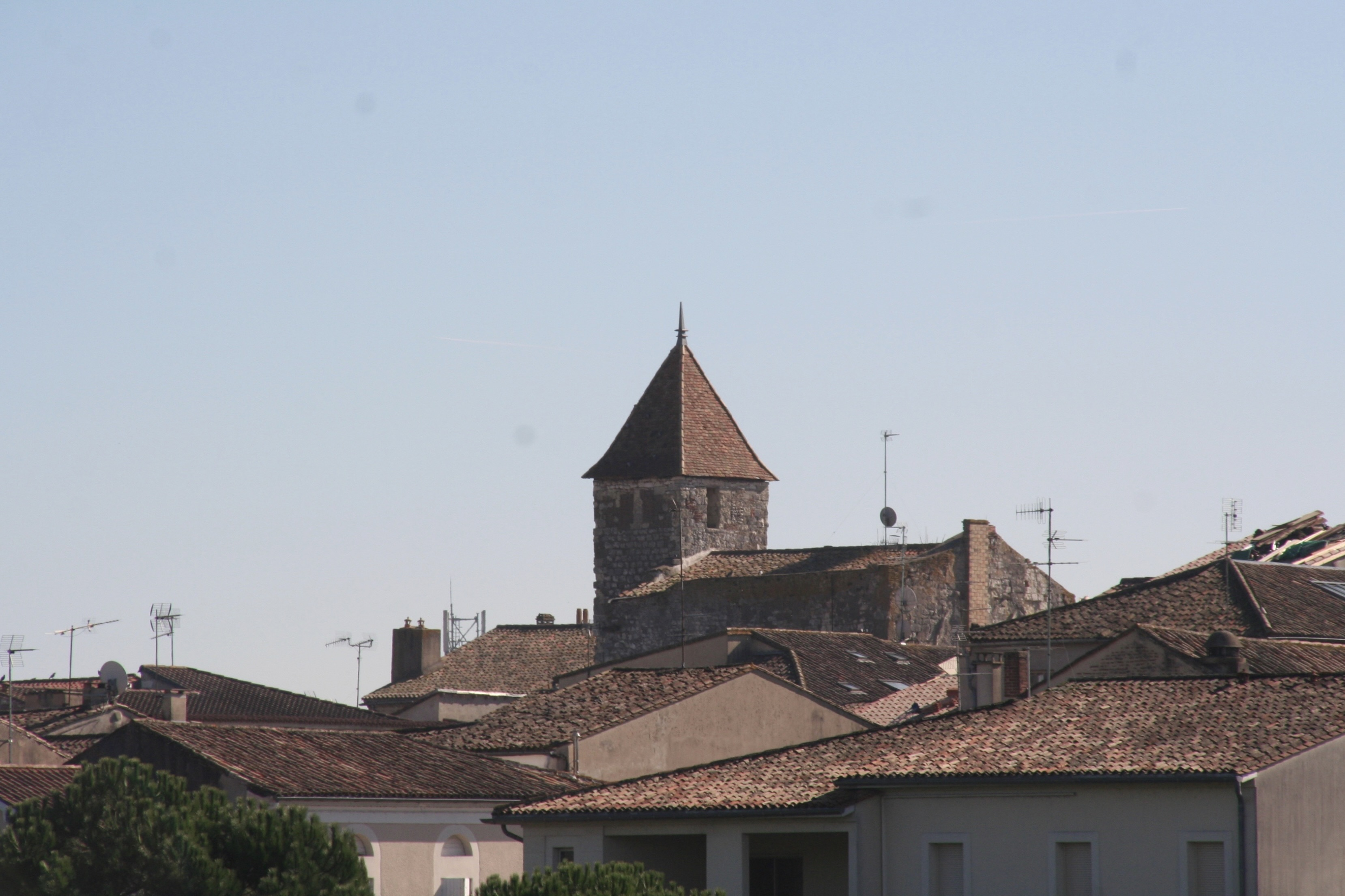
La « tour du Temple ».
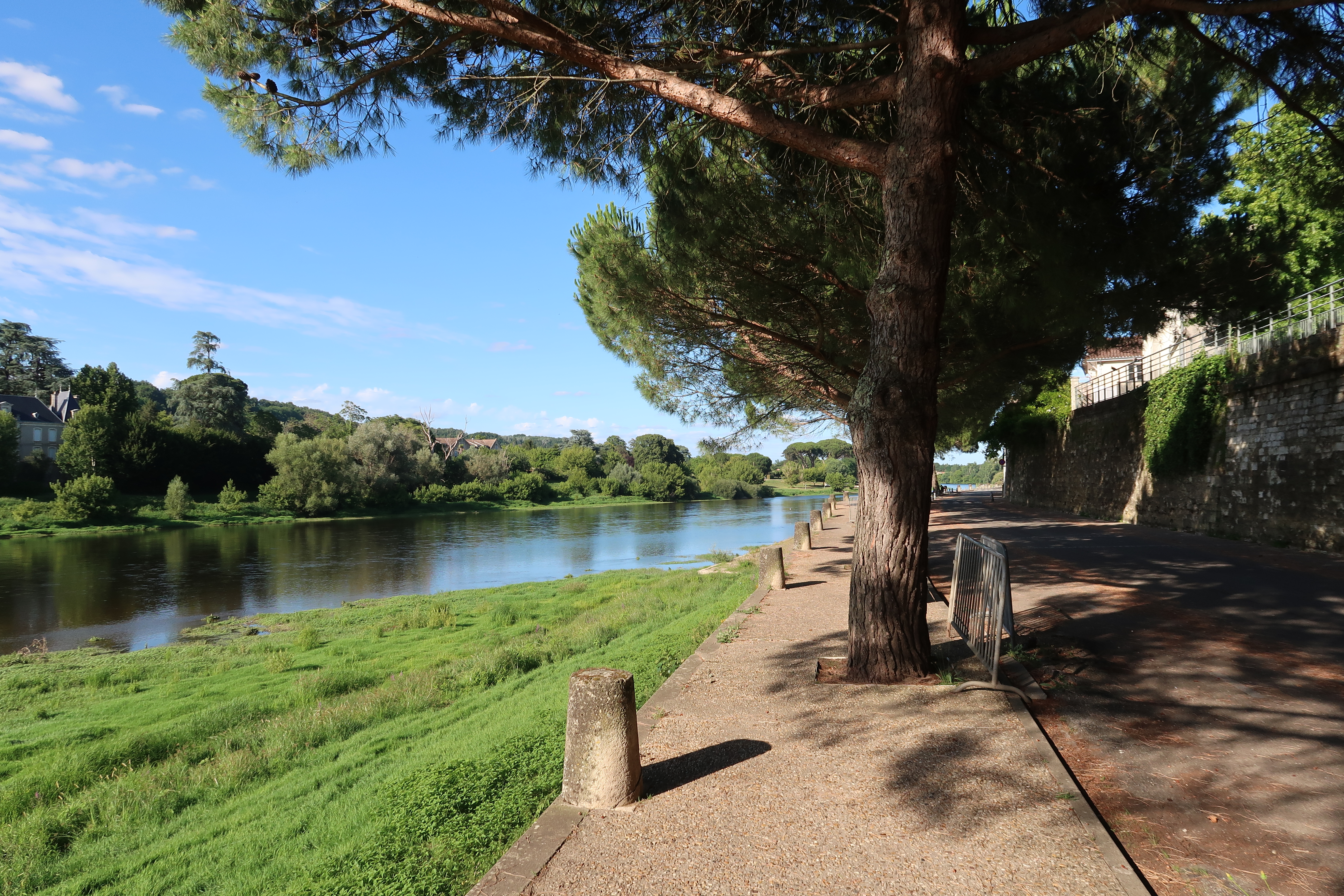
Quais sur la Dordogne.
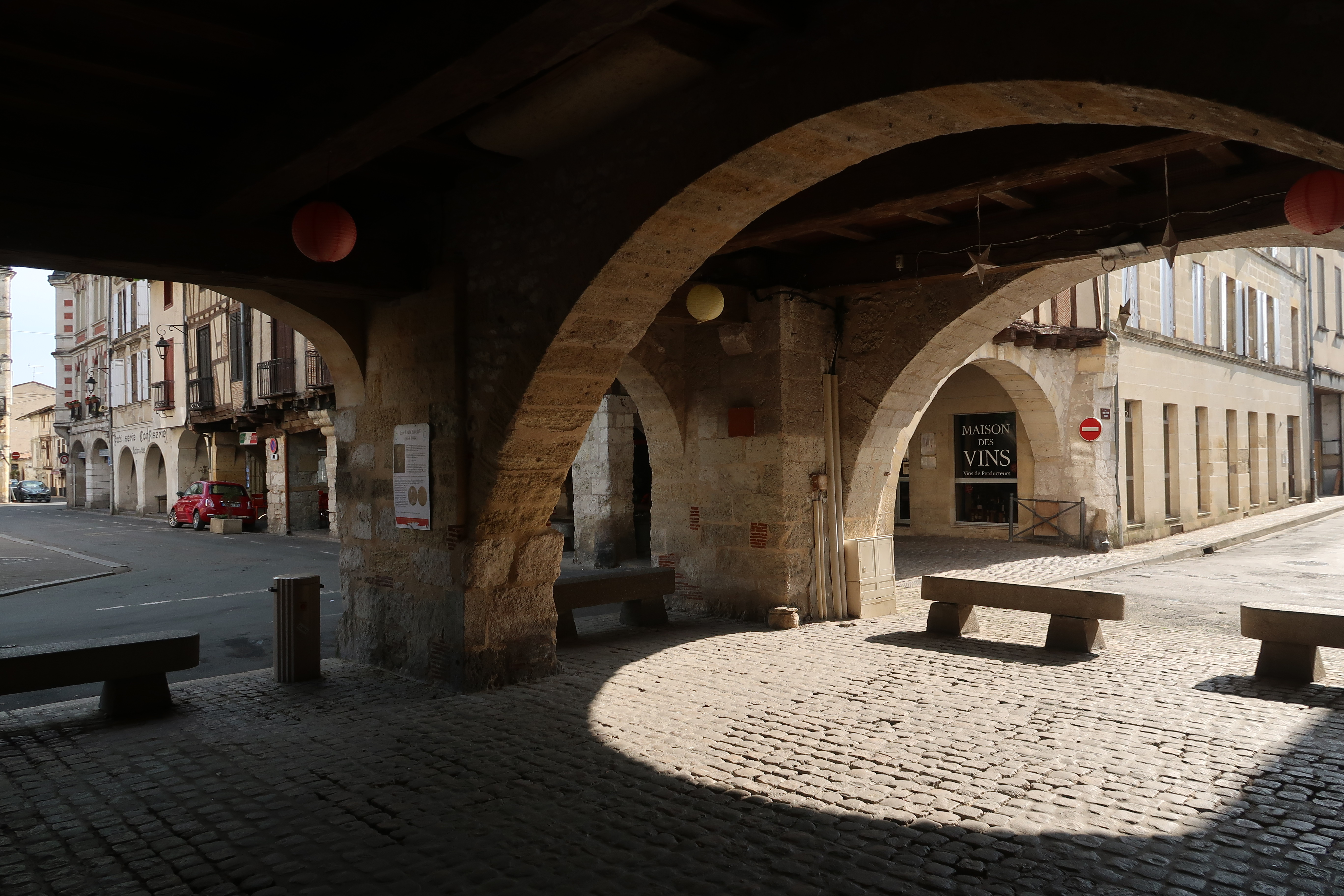
Arcades de la place Gambetta.
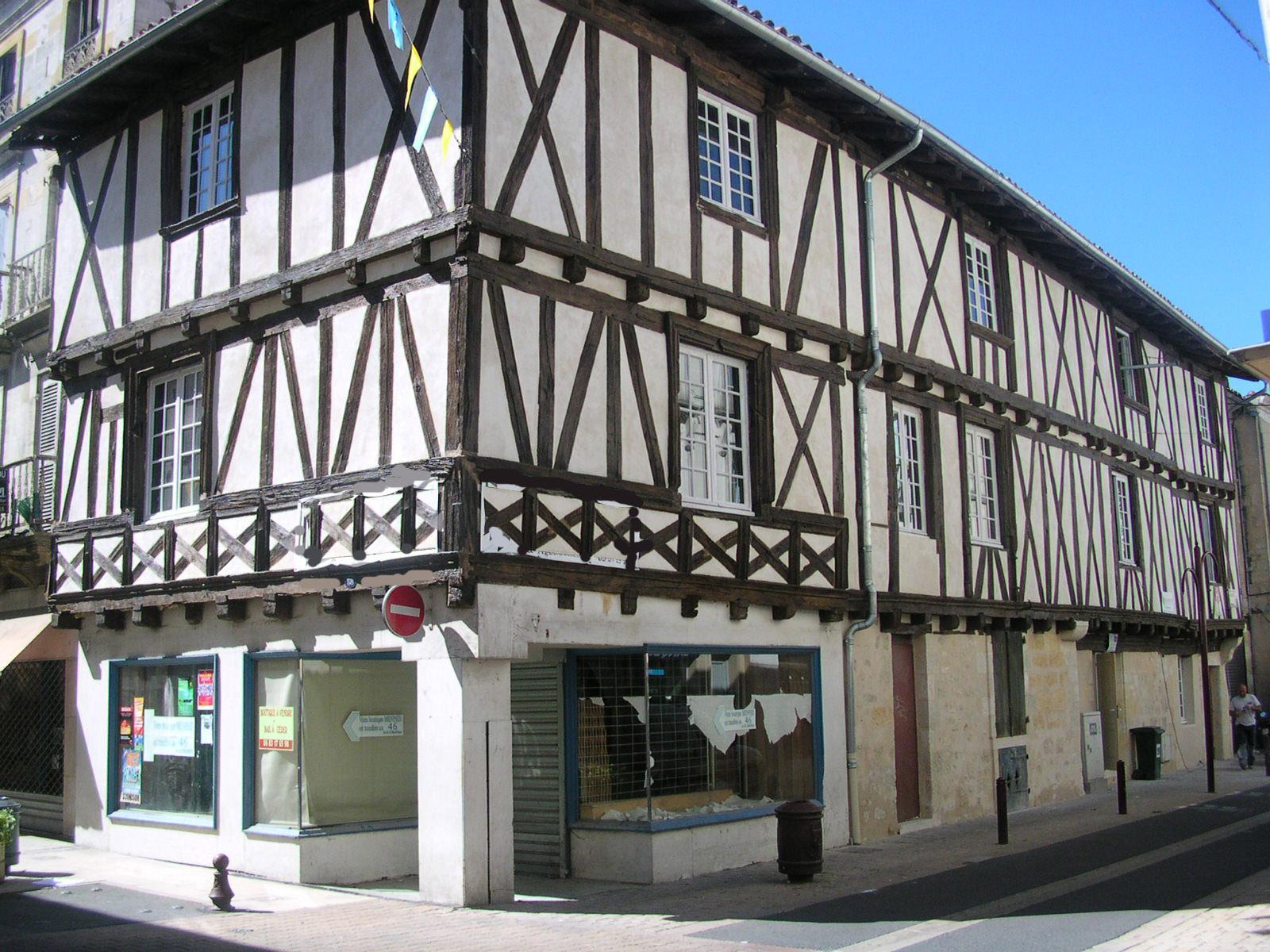
Ancienne demeure à colombages.
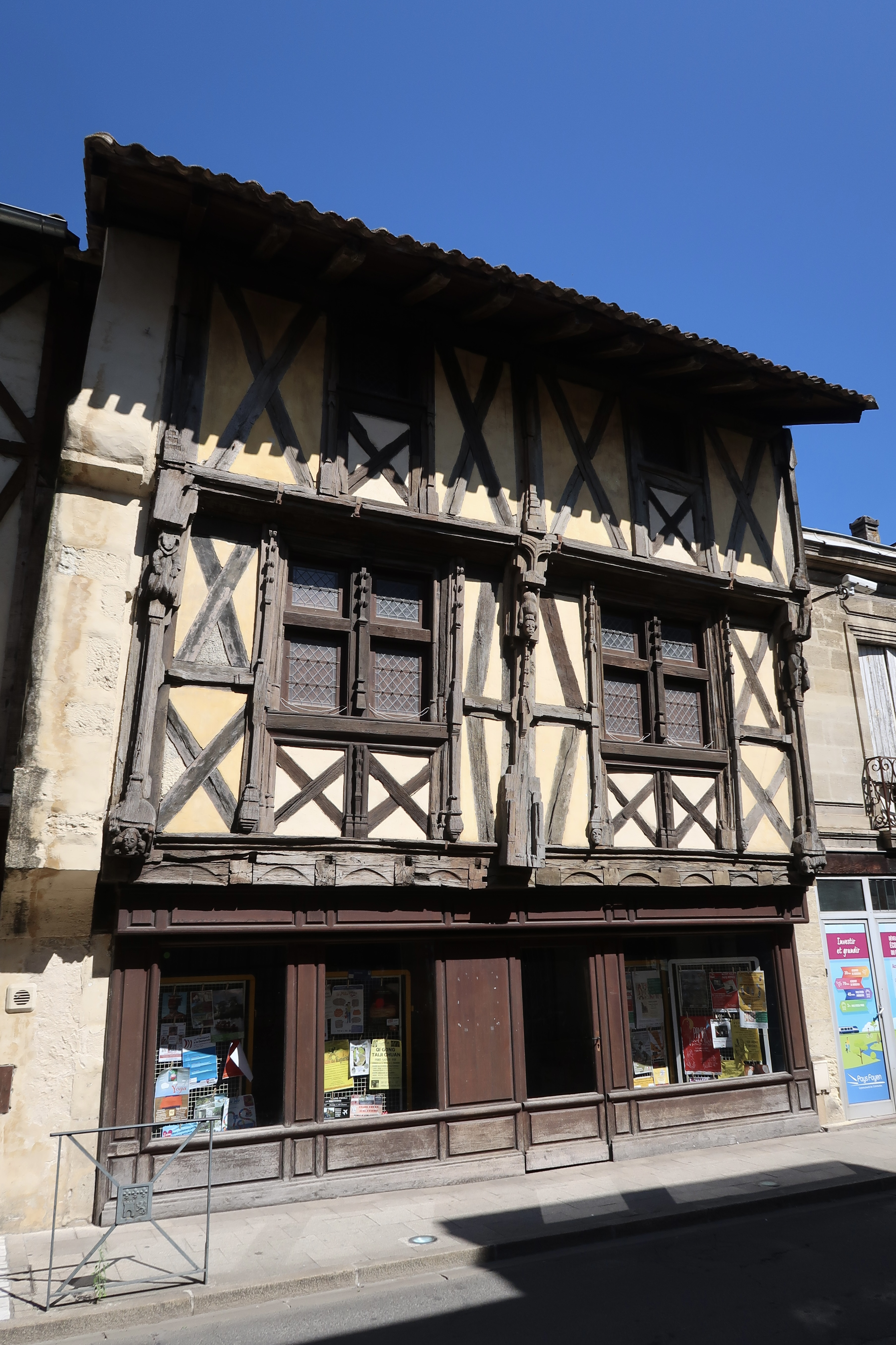
Ancienne demeure à colombages.
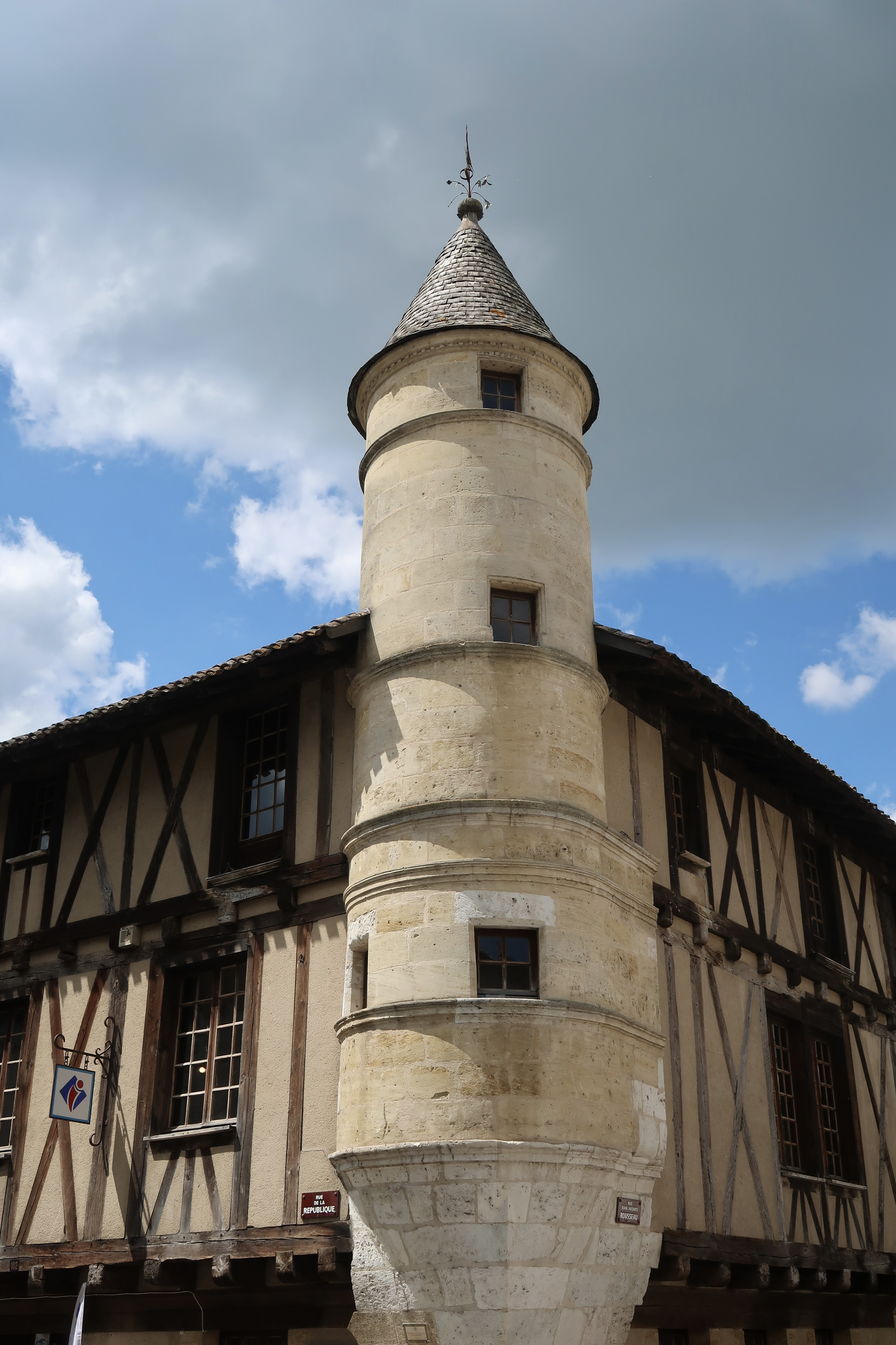
Tourelle.
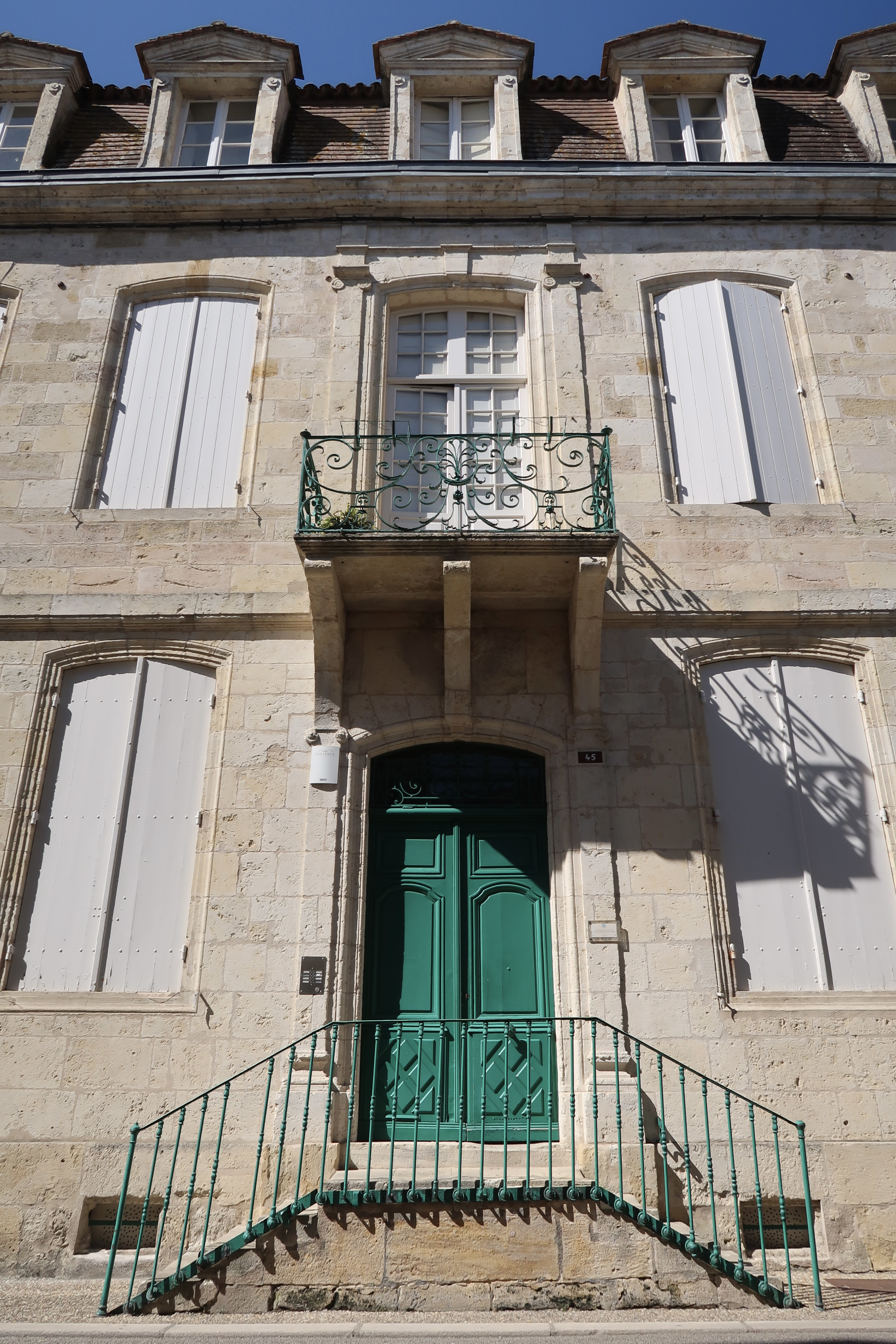
Hôtel particulier du XVIIIe siècle, qui appartint à la famille Langalerie.
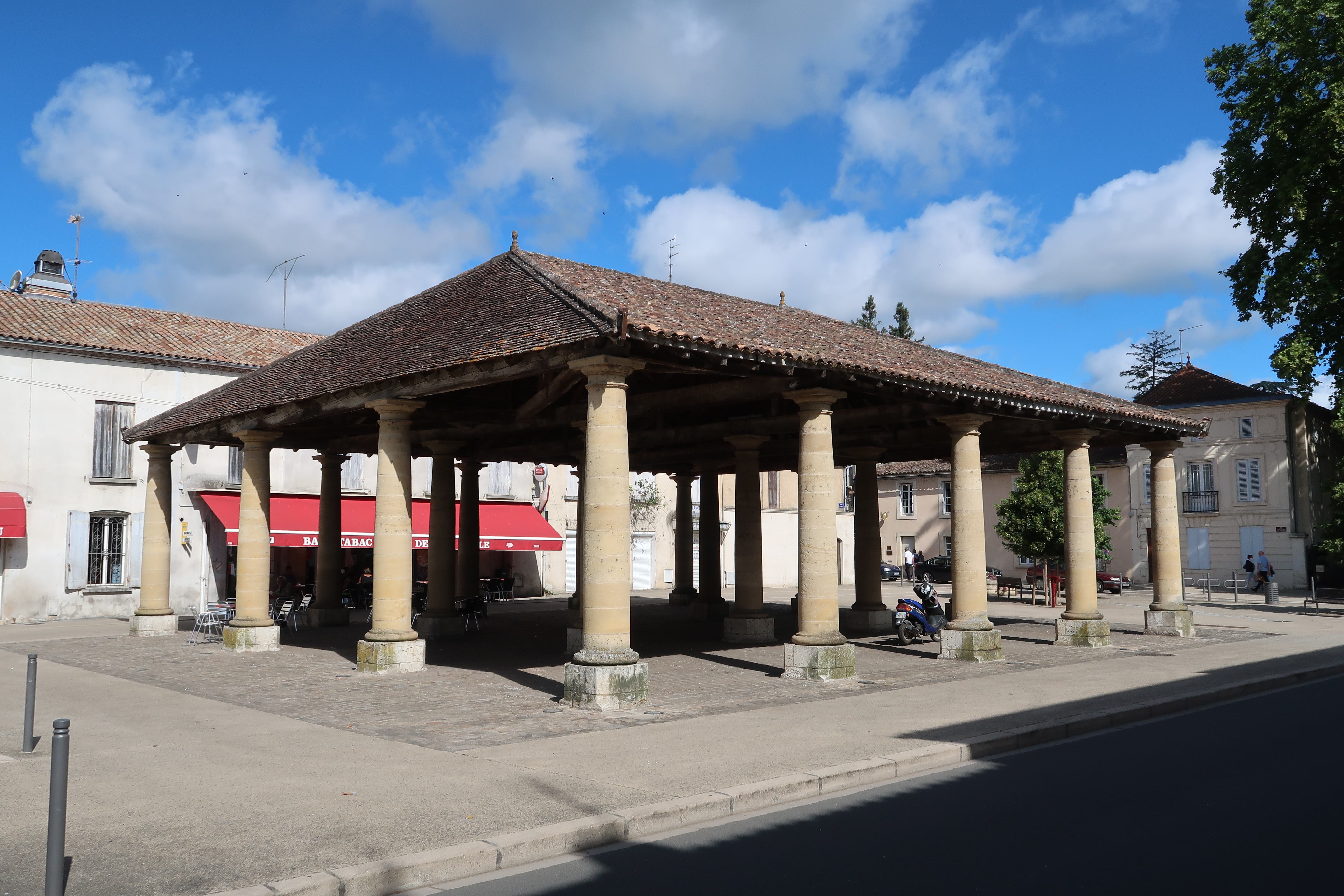
La halle.
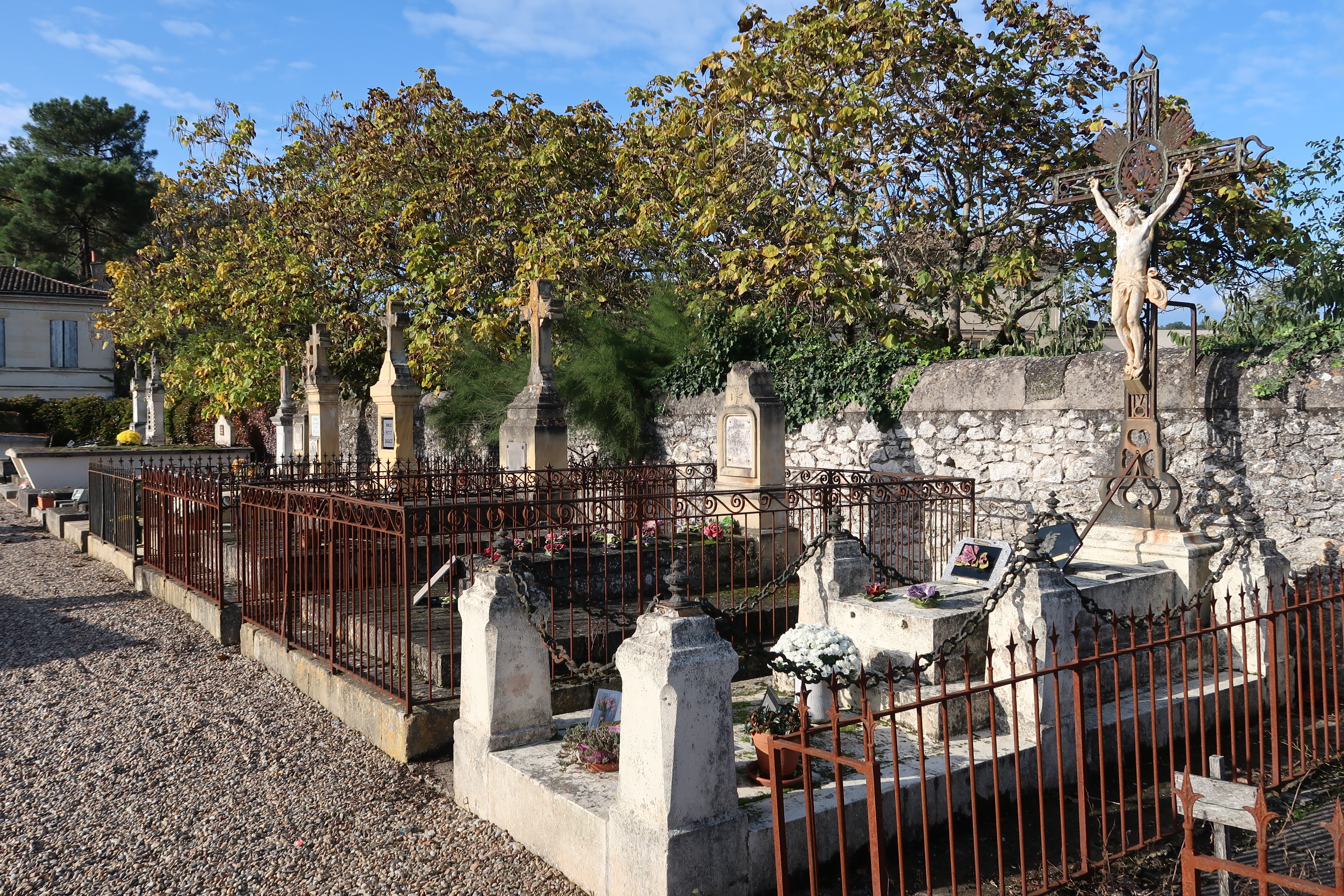
Tombes anciennes dans le cimetière communal.

### Personnalités liées à la commune

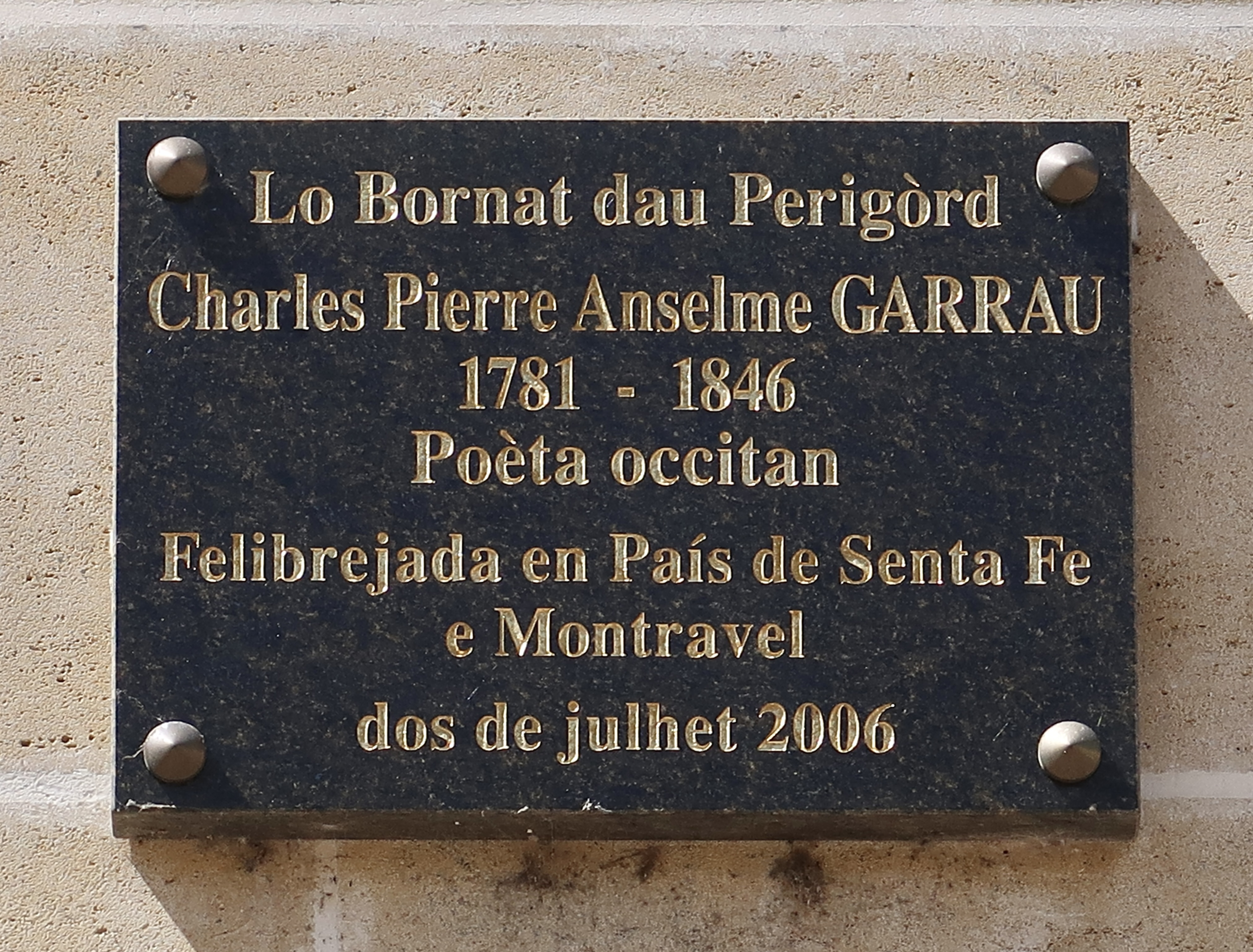
Plaque sur la façade de la mairie, en hommage au poète occitan Charles Pierre Anselme Garrau (1781-1846), neveu de Pierre-Anselme Garrau (1762-1829).

Par ordre alphabétique du nom de famille.

#### Nées à Sainte-Foy-la-Grande
- Gérard Ansaloni (1958 -), poète, auteur-compositeur.
- Manuel Bibes (1976 -), physicien
- Paul Broca (1824 - 1880), médecin, anatomiste et anthropologue.
- Olivier Cacouault (1941 - 2014), compositeur.
- Pierre Cassignard (1965 - 2021), acteur. La place devant le cinéma porte son nom[92].
- Élie Faure (1873 - 1937), historien de l'art et essayiste.
- Yannick Fischer (1974-), footballeur.
- Jean-Marc Furlan (1957-), footballeur et entraîneur de football.
- Pierre-Anselme Garrau (1762-1829), homme politique.
- Pierre-Henri Gérault de Langalerie (1810 - 1886), archevêque.
- Louis Pierre Gratiolet (1815 - 1865), anatomiste et zoologue.
- Christian Jourdan (1954 -), coureur cycliste.
- Christophe Lafont (1966 -), écrivain et historien.
- Rémi Lamerat (1990-), rugbyman.
- Pierre Larthomas (1915-2000), théoricien du théâtre.
- Julien Le Devedec (1986-), joueur de rugby à XV français.
- Ugo Mola (1973 -), vainqueur en 1996 avec le Stade toulousain de la coupe d'Europe de rugby à XV.
- Élisée Reclus (1830 - 1905), géographe libertaire[93] (et plus généralement la famille Reclus).
- Brigitte Roy (1959 -), tireuse française au pistolet dix et vingt-cinq mètres.

#### Mortes à Sainte-Foy-la-Grande
- Gaston Aumoitte (1884 - 1957), joueur français de croquet champion olympique.
- Jacques Dejean (1919 - 2013), violoniste, professeur au Conservatoire national supérieur de musique de Paris, y possédait une maison.
- Roger Lanzac (1920 - 1996 à Sainte-Foy-la-Grande), animateur de télévision et de radio.
- Peter Warr (1938 - 2010), ancien directeur sportif de l'écurie de Formule 1 Team Lotus, y vécut avant sa mort en 2010.

#### Ayant vécu à Sainte-Foy-la-Grande
- Jeanne Barret (1740-1807), exploratrice.
- Roby Bois (1926-2009), pasteur protestant (à Sainte-Foy-la-Grande de 1964 à 1969), secrétaire général de la Cimade (de 1973 à 1984).
- Jean-Raymond Guyon (1900-1961), homme politique, élu conseiller général dans le canton de Sainte-Foy-la-Grande en 1937.
- Philippe Henriot (1889-1944), homme politique français, qui a enseigné les lettres et l'anglais au collège catholique Charrier de Sainte-Foy à partir de 1909[94].
- Mathias Mestre (1733-1803), avocat, homme politique né et décédé à Sainte-Foy-la-Grande, député du tiers état aux États généraux de 1789.
- Jean-Didier Vincent (1935-2024), neuropsychiatre, neurobiologiste et écrivain, directeur de l'Institut de neurobiologie Alfred-Fessard du CNRS de 1991 à 2004.

### Héraldique
| Blason de {{{commune}}} | Blason  | Parti : au premier d'argent à la tour de sable, maçonnée, ajourée et ouverte du champ, au second de gueules au lion d'or ; le tout sommé d'un chef d'azur chargé de trois fleurs de lys aussi d'or. |
| Blason de {{{commune}}} | Détails | Le statut officiel du blason reste à déterminer. |